# Quốc kỳ Nhật Bản
Quốc kỳ Nhật Bản (日本の国旗 (Nhật Bản Quốc kỳ) Nihon no Kokki / Nippon no Kokki) là một lá cờ hình chữ nhật có nền trắng với một hình tròn màu đỏ lớn (tượng trưng cho mặt trời) nằm ở chính giữa. Trong tiếng Nhật, quốc kỳ được gọi là Nisshōki (日章旗 (Nhật chương kỳ) nghĩa: Cờ huy hiệu mặt trời), song được biết đến với tên gọi thông tục hơn là Hinomaru (日の丸 (Nhật chi hoàn) nghĩa: hình tròn của mặt trời), vì thế có thể gọi theo cách dân dã là "Lá cờ mặt trời". Nhật chương kỳ được xem là biểu tượng của đất nước Mặt trời mọc.
Nisshōki đã được chỉ định làm quốc kỳ theo Đạo luật về Quốc kỳ và Quốc ca được công bố và có hiệu lực vào ngày 13 tháng 8 năm 1999. Mặc dù trước đó không có bất kỳ luật nào chỉ định quốc kỳ chính thức cho nước Nhật nhưng hiệu kỳ mặt trời đã là quốc kỳ trên thực tế của Nhật Bản. Thái chính quan ban hành hai đạo luật vào năm 1870, mỗi đạo luật có một điều khoản về thiết kế của quốc kỳ. Theo Tuyên bố số 57 Minh Trị 3, ngày 27 tháng 2 năm 1870, hiệu kỳ mặt trời được thông qua làm hiệu kỳ sử dụng cho thương thuyền. Theo Tuyên bố 651 Minh Trị 3 ngày 27 tháng 10 cùng năm, hiệu kỳ mặt trời là quân kỳ sử dụng cho Hải quân Đế quốc Nhật Bản. Việc sử dụng Hinomaru bị hạn chế vô cùng nghiêm ngặt trong những năm đầu Hoa Kỳ chiếm đóng Nhật Bản sau Chiến tranh thế giới thứ hai, những hạn chế này sau đó đã được nới lỏng.
Mặt trời có một vai trò quan trọng trong thần thoại và tôn giáo của người Nhật Bản, thiên hoàng được cho là hậu duệ trực tiếp của nữ thần mặt trời Amaterasu, và tính hợp pháp của nhà cai trị dựa trên mối quan hệ thiêng liêng này, nữ thần mặt trời là vị thần đứng đầu của Thần đạo. Tên gọi của đất nước cũng như lá cờ phản ánh ý nghĩa quan trọng của mặt trời. Quyển lịch sử Nhật thời cổ đại là Shoku Nihongi đã ghi rằng Thiên hoàng Monmu từng sử dụng một lá cờ tượng trưng cho mặt trời trong triều đình của mình vào năm 701, và đây cũng là lần đầu tiên một lá cờ có họa tiết mặt trời được sử dụng ở Nhật Bản. Lá cờ lâu đời nhất Nhật Bản được bảo tồn trong đền Unpō, Kōshū, Yamanashi, có từ trước thế kỷ thứ 16, một truyền thuyết cổ nói rằng lá cờ đã được Thiên hoàng Go-Reizei trao cho ngôi đền vào thế kỷ thứ 11. Trong cuộc Minh Trị Duy tân, cả hiệu kỳ mặt trời và Húc Nhật kỳ của Hải quân Đế quốc Nhật Bản đã trở thành những biểu tượng quan trọng trong thời đại Đế quốc Nhật Bản trỗi dậy mạnh mẽ. Áp phích tuyên truyền, sách giáo khoa và phim mô tả lá cờ là nguồn tự hào và lòng yêu nước. Trong các gia đình ở Nhật Bản, công dân được yêu cầu phải treo cờ trong các ngày lễ quốc gia, lễ kỷ niệm và các dịp khác theo quy định của chính phủ. Các biểu tượng khác dành cho quốc gia và thiên hoàng có họa tiết Hinomaru ngày càng trở nên phổ biến từ sau Chiến tranh Trung-Nhật lần thứ hai cũng như các cuộc chiến tranh khác.
Quan niệm của công chúng ở Nhật về quốc kỳ không giống nhau. Từ lâu, truyền thông phương Tây và Nhật Bản đều khẳng định lá cờ là một biểu tượng mạnh mẽ và bền bỉ đối với người Nhật. Từ khi Thế chiến II chấm dứt, việc sử dụng quốc kỳ và quốc ca Kimigayo trở thành vấn đề gây tranh cãi cho các trường công lập ở Nhật Bản. Tranh cãi về việc sử dụng các biểu tượng này đã dẫn đến các cuộc biểu tình và các vụ kiện. Cờ không được treo thường xuyên ở Nhật Bản do liên hệ của nó với chủ nghĩa quân phiệt Nhật Bản. Đối với một số người dân Okinawa, lá cờ đại diện cho sự kiện Thế chiến II và sự hiện diện quân sự của Hoa Kỳ sau chiến tranh. Đối với một số quốc gia từng bị Nhật Bản chiếm đóng, lá cờ bị xem là biểu tượng của sự xâm lược và chủ nghĩa đế quốc mà người Nhật đã gây ra cho họ. Hinomaru được sử dụng như một công cụ chống lại các quốc gia bị Nhật chiếm đóng với mục đích đe dọa, khẳng định sự thống trị và sự phục tùng vào Nhật Bản. Một số biểu ngữ quân sự của Nhật Bản thiết kế dựa theo Hinomaru, bao gồm cả biểu tượng hải quân. Hinomaru cũng đóng vai trò như một khuôn mẫu cho các lá cờ Nhật Bản khác trong việc sử dụng tư nhân và công cộng.

## Lịch sử

### Trước 1900

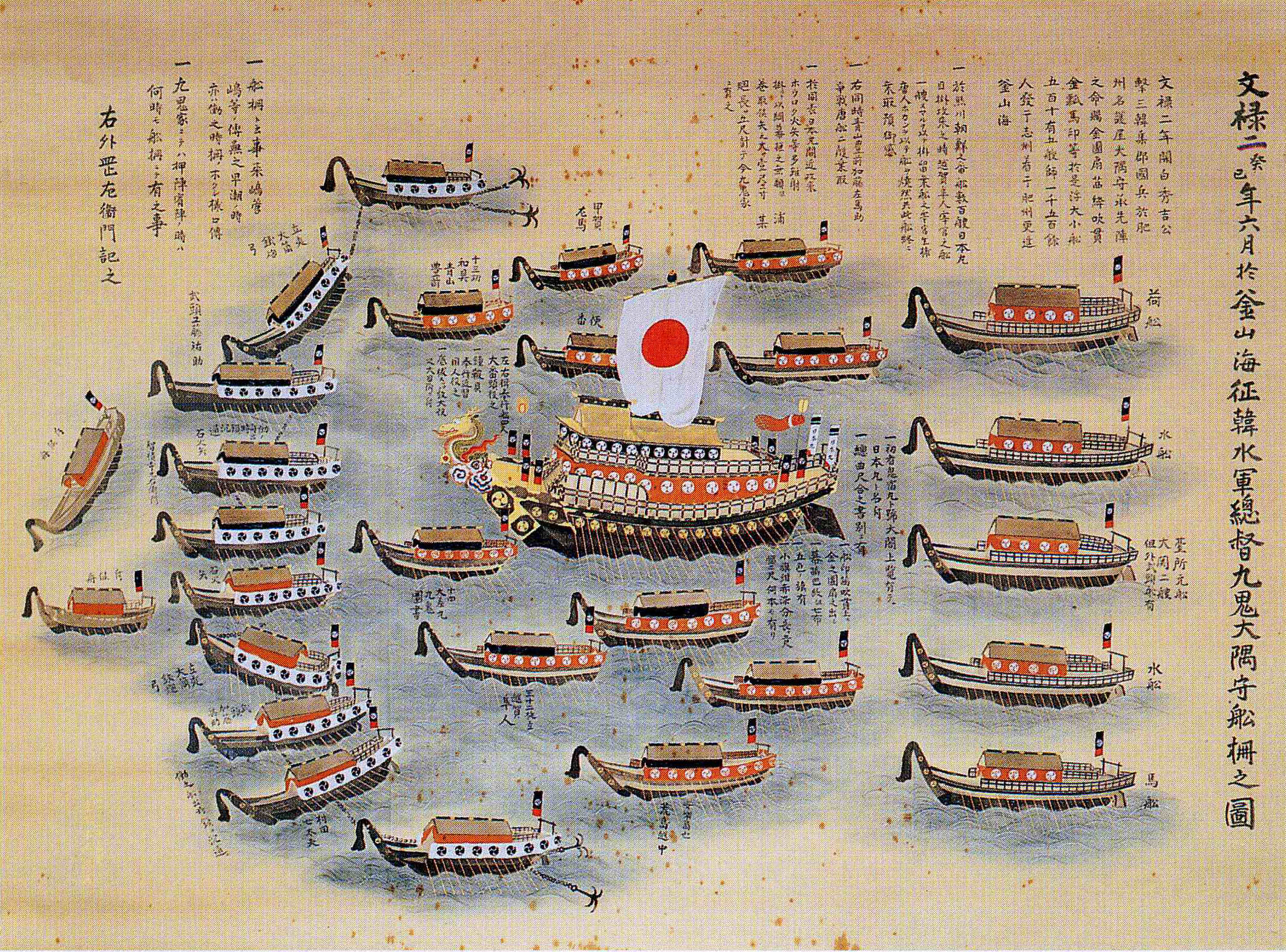
Hạm đội Kuki Yoshitaka vào năm 1594.

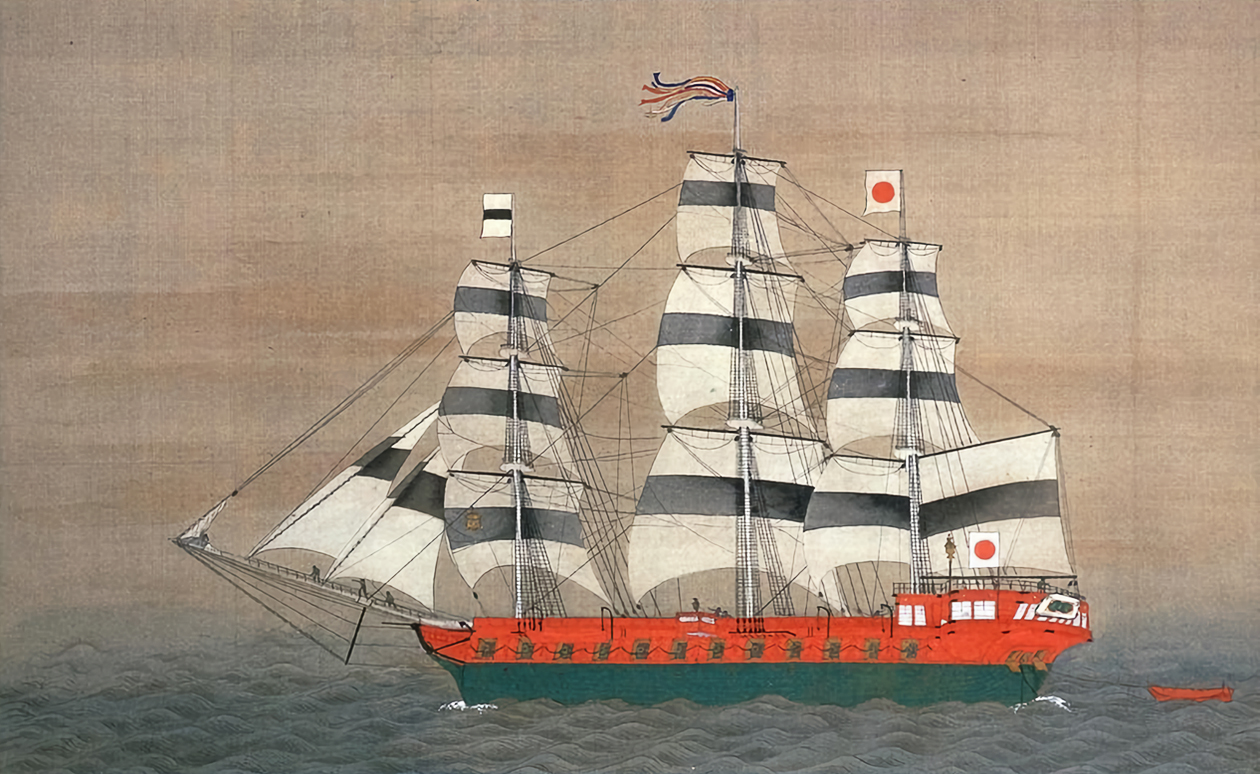
Chiến hạm Asahi Maru của Mạc phủ Tokugawa vào năm 1856.

Hinomaru giai đoạn 1870-1999 với tỉ lệ các cạnh là 7:10.

Vẫn chưa rõ về nguồn gốc chính xác của Hinomaru, song biểu tượng mặt trời mọc với ý nghĩa tượng trưng đã có kể từ đầu thế kỷ 7 (quần đảo Nhật Bản nằm về phía đông lục địa châu Á, do đó là nơi mặt trời "mọc"). Năm 607, một quốc thư bắt đầu bằng "nhật xuất xứ thiên tử" (thiên tử xứ mặt trời mọc) được gửi cho Tùy Dạng Đế. Nhật Bản thường được gọi là "xứ mặt trời mọc". Trong Bình gia vật ngữ (平家物語) từ thế kỷ 12 có chép rằng trên quạt của những samurai có vẽ hình mặt trời. Có một truyền thuyết về quốc kỳ liên quan vị hòa thượng Nichiren (日蓮: Nhật Liên) của đạo Phật, trong đó nói rằng, khi quân Mông Cổ xâm lược Nhật Bản vào thế kỷ 13, vị hòa thượng đã trao một hiệu kỳ mặt trời cho Đại tướng quân để đem ra chiến trường. Mặt trời cũng có liên hệ chặt chẽ với hoàng thất, do có truyền thuyết kể rằng các thiên hoàng là hậu duệ của nữ thần Amaterasu.
Một trong những hiệu kỳ cổ nhất của Nhật Bản nằm tại đền Unpō thuộc tỉnh Yamanashi. Theo truyền thuyết thì Thiên hoàng Go-Reizei đã trao cho Minamoto no Yoshimitsu và được xem là một bảo vật của gia tộc Takeda trong suốt 1.000 năm, và hiệu kỳ này đã có ít nhất 1.600 năm tuổi.
Các hiệu kỳ xuất hiện sớm nhất tại Nhật Bản được ghi nhận có niên đại từ Thời kỳ Azuchi-Momoyama vào cuối thế kỷ 16. Mỗi daimyō có hiệu kỳ riêng và được sử dụng chủ yếu trên chiến trường. Hầu hết hiệu kỳ là các dải dài thường mang mon (gia văn) của daimyō. Các thành viên trong cùng một gia tộc cũng có hiệu kỳ khác nhau để mang ra chiến trường. Các tướng lĩnh cũng có hiệu kỳ riêng của mình, hầu hết trong số đó khác biệt với hiệu kỳ của binh sĩ vốn có hình vuông.
Năm 1854, vào thời Mạc phủ Tokugawa, các thuyền đi biển của Nhật Bản được lệnh kéo Hinomaru nhằm phân biệt chúng với thuyền của ngoại quốc. Trước đó, các kiểu Hinomaru khác nhau được sử dụng trên những thuyền buôn bán với người Mỹ và người Nga. Hinomaru được quy định là hiệu kỳ thương mại của Nhật Bản vào năm 1870 và là quốc kỳ theo pháp luật từ năm 1870 đến năm 1885, đây là quốc kỳ đầu tiên được Nhật Bản thông qua.
Mặc dù khái niệm biểu tượng quốc gia còn xa lạ với người Nhật Bản, song chính phủ Minh Trị cần chúng để giao thiệp với thế giới bên ngoài. Điều này trở nên quan trọng sau khi Phó đề đốc Hoa Kỳ Matthew C. Perry đổ bộ lên vịnh Yokohama. Chính phủ Minh Trị còn quy định thêm những biểu tượng nhận dạng cho Nhật Bản, trong đó có quốc ca Kimigayo và quốc huy. Năm 1885, toàn bộ các luật trước đó không được ban hành trong Công báo chính thức của Nhật Bản đều bị bãi bỏ. Do quy định này, Hinomaru là quốc kỳ trên thực tế do không có pháp luật nào quy định về nó sau Minh Trị Duy tân.

### Những xung đột ban đầu và Chiến tranh Thái Bình Dương

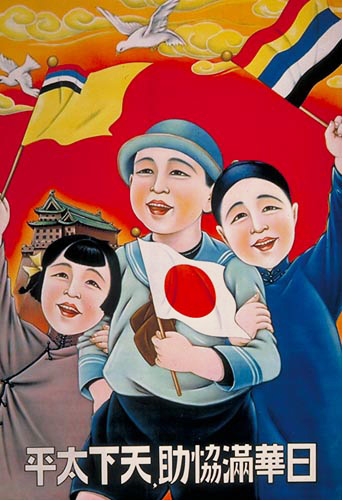
Áp phích tuyên truyền xúc tiến hòa hợp giữa người Nhật, người Hán và người Mãn với cậu bé Nhật Bản cầm Hinomaru ở giữa áp phích. Dòng chữ Hán từ phải sang trái là "Nhật, Hoa, Mãn hiệp trợ thiên hạ thái bình".

Việc sử dụng quốc kỳ gia tăng khi Nhật Bản mưu cầu mở rộng đế quốc của họ, Hinomaru hiện diện tại các lễ kỷ niệm sau những chiến thắng Chiến tranh Thanh-Nhật và Chiến tranh Nga-Nhật. Quốc kỳ cũng được sử dụng trong những nỗ lực chiến tranh trên toàn quốc. Một bộ phim tuyên truyền của Nhật Bản trong năm 1934 phác hoạ những quốc kỳ ngoại quốc là có thiết kế không hoàn chỉnh và có khuyết điểm, còn quốc kỳ Nhật Bản thì hoàn toàn hoàn hảo. Năm 1937, một nhóm thiếu nữ từ tỉnh Hiroshima thể hiện tình đoàn kết với những binh sĩ Nhật Bản chiến đấu tại Trung Quốc trong Chiến tranh Trung-Nhật bằng cách ăn "bữa cơm quốc kỳ" gồm có umeboshi. Hinomaru bento trở thành biểu tượng chính trong việc động viên và đoàn kết chiến tranh của Nhật Bản đối với binh lính, kéo dài cho đến thập niên 1940.
Hinomaru được sử dụng trong các lễ kỷ niệm khi Nhật Bản giành được các thắng lợi trong Chiến tranh Trung-Nhật. Mọi người Nhật đều cầm quốc kỳ trong các dịp lễ.
Sách giáo khoa trong thời kỳ này cũng in Hinomaru cùng những khẩu hiệu khác, nhằm biểu đạt lòng trung thành với Thiên hoàng và quốc gia. Lòng ái quốc được dạy như một đức tính cho thiếu nhi Nhật Bản. Những biểu hiện của lòng ái quốc, như trưng quốc kỳ hoặc kính bái Thiên hoàng hàng ngày đều là một phần của một "người Nhật tốt."
Quốc kỳ là một công cụ của chủ nghĩa đế quốc Nhật Bản tại các khu vực Đông Nam Á bị chiếm đóng trong Chiến tranh thế giới thứ hai: người dân các nước bị chiếm đóng phải sử dụng quốc kỳ Nhật Bản, và học sinh phải hát Kimigayo trong lễ thượng kỳ vào buổi sáng. Các lá cờ địa phương được phép sử dụng tại một số khu vực như Philippines, Indonesia và Mãn Châu Quốc. Trong một số thuộc địa như Triều Tiên, Hinomaru và những biểu tượng khác được sử dụng nhằm giáng người Triều Tiên xuống vị thế hạng hai trong đế quốc.
Đối với người Nhật, Hinomaru là "lá cờ Mặt trời mọc sẽ thắp sáng bóng tối trên toàn thế giới." Đối với người phương Tây, đó là một trong những biểu tượng mạnh mẽ nhất của quân đội Nhật Bản.

### Thời kỳ Hoa Kỳ chiếm đóng

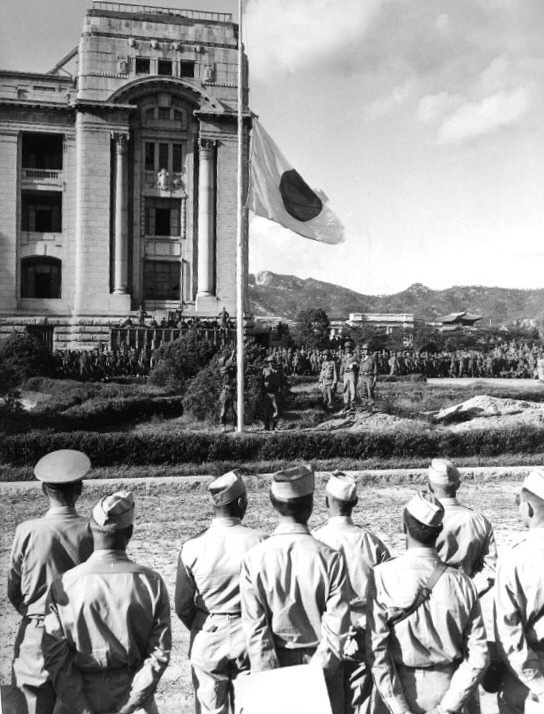
Hinomaru bị hạ xuống tại Seoul, Triều Tiên vào ngày 9 tháng 9 năm 1945, thời điểm Nhật Bản đã đầu hàng.

Hinomaru là quốc kỳ Nhật Bản trên thực tế trong suốt Chiến tranh thế giới thứ hai và trong thời kỳ bị chiếm đóng. Trong thời gian Hoa Kỳ chiếm đóng Nhật Bản sau chiến tranh, cần phải có sự chấp thuận từ Tư lệnh Tối cao của Đồng Minh tại Nhật Bản thì mới được treo Hinomaru. Nhiều nguồn khác nhau chỉ nói đến mức độ sử dụng Hinomaru là hạn chế; một số nguồn sử dụng thuật ngữ "bị cấm". Ban đầu có những hạn chế nghiêm ngặt về việc treo Hinomaru, song không đến mức độ cấm hoàn toàn.
Sau chiến tranh thế giới thứ hai, các thuyền dân sự của Nhật Bản sử dụng một thuyền kỳ do Hoa Kỳ cấp. Thuyền kỳ này được sửa đổi từ mã dấu hiệu E, được sử dụng từ tháng 9 năm 1945 đến khi thời kỳ chiếm đóng kết thúc. Tàu thuyền của Hoa Kỳ hoạt động tại vùng biển Nhật Bản sử dụng hiệu kỳ dấu hiệu "O" sửa đổi làm thuyền kỳ.
Ngày 2 tháng 5 năm 1947, Tướng Douglas MacArthur bãi bỏ việc cấm treo Hinomaru trong khuôn viên Tòa nhà Quốc hội Nhật Bản, Hoàng cung Tokyo, dinh Thủ tướng và Tòa án Tối cao cùng với việc phê chuẩn Hiến pháp Nhật Bản mới. Những hạn chế này được nới lỏng hơn nữa vào năm 1948, khi nhân dân được phép treo quốc kỳ vào những dịp quốc lễ. Đến tháng 1 năm 1949, những hạn chế bị bãi bỏ và bất cứ ai cũng có thể treo Hinomaru vào bất kỳ thời gian nào mà không cần sự cho phép. Kết quả là cho đến đầu thập niên 1950, các trường học và hộ gia đình được khuyến khích treo Hinomaru.

### Sau chiến tranh đến 1999

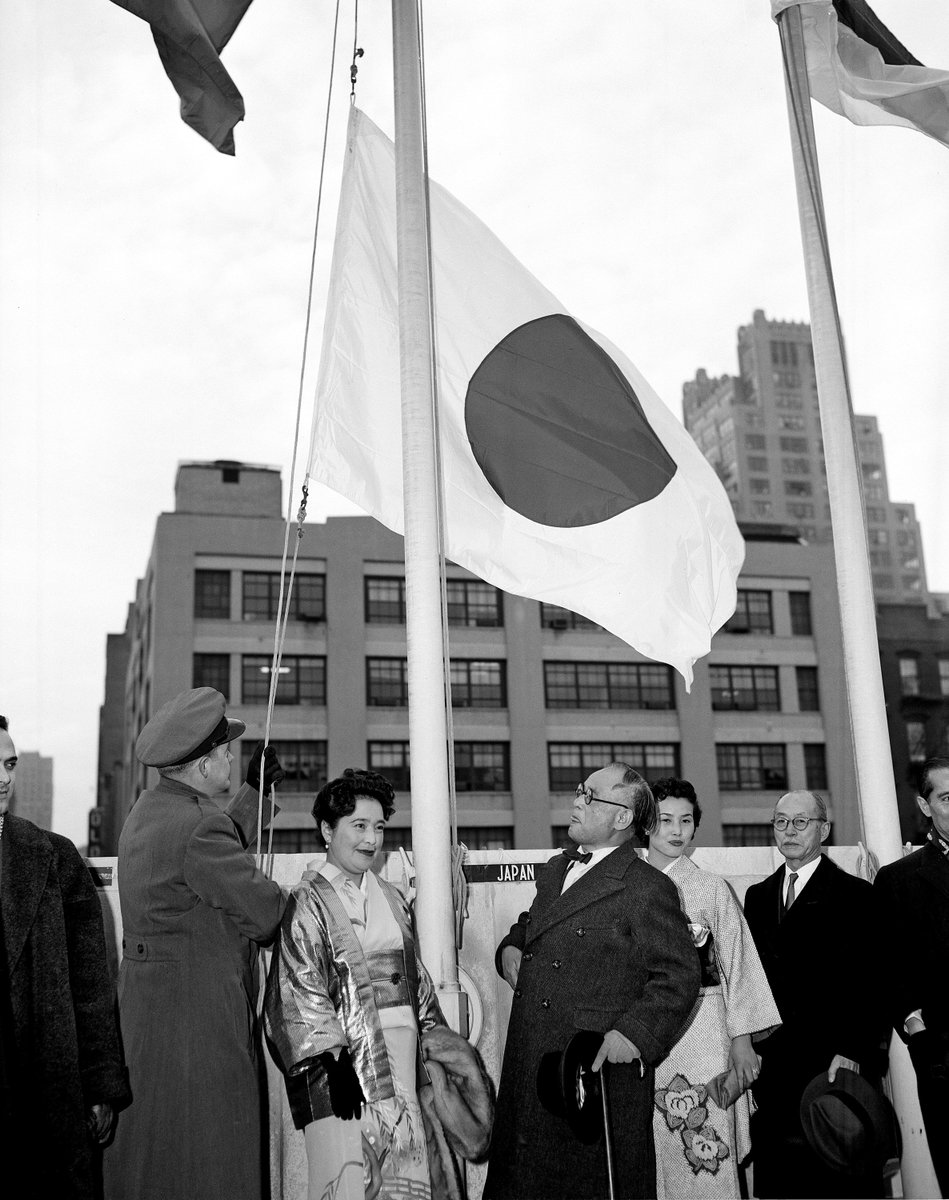
Hinomaru được kéo lên tại trụ sở Liên Hiệp Quốc ở thành phố New York, năm 1956.

Kể từ Chiến tranh thế giới thứ hai, quốc kỳ Nhật Bản bị phê phán do có liên hệ với quá khứ quân phiệt của quốc gia. Sự phản đối tương tự cũng dành cho quốc ca của Nhật Bản là Kimigayo. Cảm nghĩ về Hinomaru và Kimigayo nhìn chung biến đổi từ một cảm giác ái quốc về "Đại Nhật Bản" sang một nước Nhật hòa bình và chống quân phiệt. Do biến đổi về tư tưởng này, quốc kỳ được sử dụng ít thường xuyên tại Nhật Bản từ sau chiến tranh, mặc dù những hạn chế bị bãi bỏ vào năm 1949.
Do Nhật Bản bắt đầu tái lập quan hệ ngoại giao với các nước, Hinomaru được sử dụng như một công cụ chính trị tại nước ngoài. Trong một chuyến công du của Thiên hoàng Hirohito và Hoàng hậu Kōjun đến Hà Lan, một số công dân Hà Lan đốt Hinomaru yêu cầu Thiên hoàng về nước và phải xét xử vấn đề tù binh chiến tranh người Hà Lan bị sát hại trong Thế chiến II. Ở trong nước, Hinomaru không được sử dụng trong hoạt động kháng nghị một hiệp định địa vị quân đồn trú mới được Hoa Kỳ và Nhật Bản đang đàm phán. Lá cờ được sử dụng phổ biến bởi công đoàn và những người kháng nghị khác là lá cờ đỏ.
Hinomaru và quốc ca lại gặp phải vấn đề mới khi Tokyo đăng cai Thế vận hội Mùa hè 1964. Trước Thế vận hội, kích cỡ của hình mặt trời trên quốc kỳ được cải biến một phần là do hình mặt trời không nổi bật khi trưng cùng những quốc kỳ khác. Chuyên gia về màu sắc Tadamasa Fukiura chọn đặt hình tròn mặt trời chiếm 2/3 chiều cao của quốc kỳ. Fukiura lựa chọn màu sắc cho cờ trong Thế vận hội năm 1964 cũng như trong Thế vận hội Mùa đông 1998 tại Nagano.
Năm 1989, Thiên hoàng Hirohito băng hà, sự kiện này lại làm nổi lên vấn đề tinh thần của quốc kỳ. Phe bảo thủ cho rằng nếu quốc kỳ có thể được sử dụng trong tang lễ mà không khơi lại nỗi đau thương cũ, họ có thể có cơ hội đề xuất Hinomaru trở thành quốc kỳ mà không bị thách thức về mặt ý nghĩa của nó. Trong tang kỳ chính thức kéo dài sáu ngày trên toàn Nhật Bản, các lá quốc kỳ được treo rủ hoặc bọc trong dải màu đen. Mặc dù có những báo cáo về việc những người kháng nghị phá hoại Hinomaru trong ngày an táng Thiên hoàng, song việc các trường học treo Hinomaru rủ mà không bị hạn chế giúp đem đến thắng lợi cho phe bảo thủ.

### Từ năm 1999 đến nay

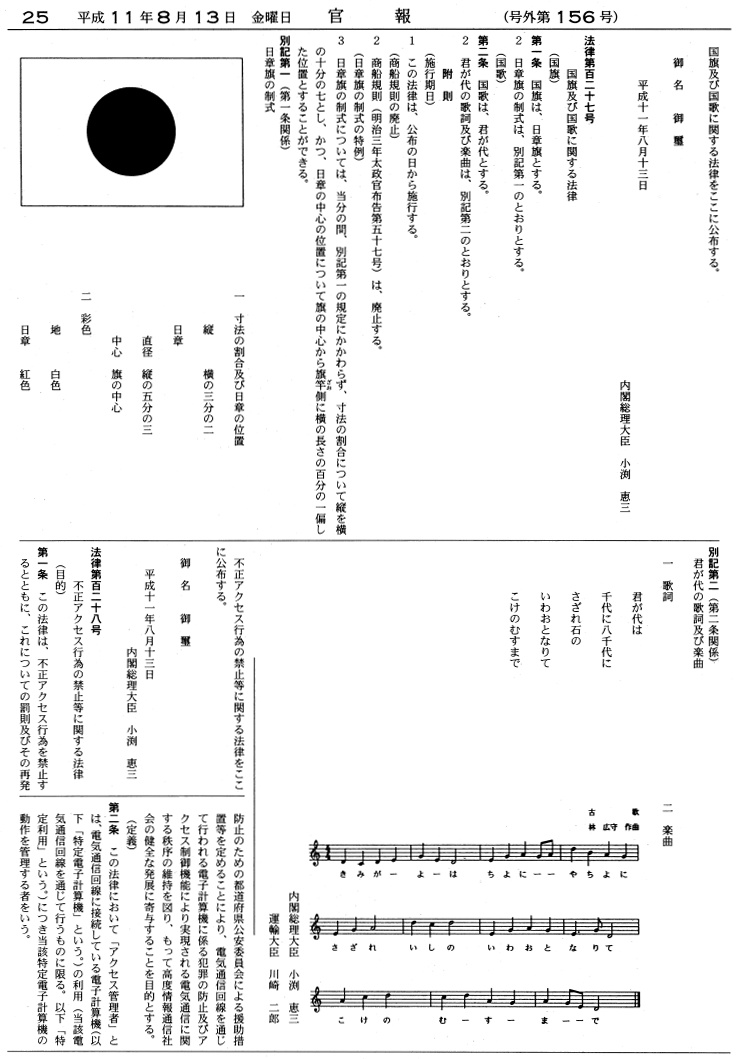
Đạo luật về Quốc kỳ và Quốc ca xuất hiện trên tờ Công báo ngày 15 tháng 8 năm 1999

Đạo luật về Quốc kỳ và Quốc ca được thông qua vào năm 1999, Hinomaru và Kimigayo được chọn lựa trở thành những biểu tượng quốc gia của Nhật Bản. Việc thông qua luật này bắt nguồn từ một vụ tự tử của hiệu trưởng trường trung học Sera ở Sera, Hiroshima, Toshihiro Ishikawa, ông đã không thể giải quyết được tranh chấp giữa hội đồng trường và giáo viên của ông về việc sử dụng Hinomaru và Kimigayo. Đạo luật này là một trong những luật gây tranh cãi nhiều nhất trong Quốc hội kể từ khi thông qua "Luật về hiệp lực với các hoạt động duy trì hòa bình của Liên Hợp Quốc" vào năm 1992.
Thủ tướng Obuchi Keizō của Đảng Dân chủ Tự do (LDP) đã quyết định soạn thảo bộ luật để biến Hinomaru và Kimigayo thành biểu tượng chính thức của Nhật Bản vào năm 2000. Bộ trưởng Nội các của ông, Hiromu Nonaka, muốn bộ luật hoàn thành vào dịp kỷ niệm 10 năm hoàng đế Akihito lên ngôi. Đây không phải là lần đầu tiên mà pháp luật được xem xét nhằm thiết lập cả hai biểu tượng trở thành biểu tượng chính thức. Năm 1974, sau bối cảnh trở lại chủ quyền Nhật của Okinawa vào năm 1972 và cuộc khủng hoảng dầu mỏ năm 1973, Thủ tướng Tanaka Kakuei nói ẩn ý về một đạo luật sẽ được thông qua bao gồm hai biểu tượng trong luật pháp Nhật Bản. Ngoài việc hướng dẫn các trường dạy và hát Kimigayo, Tanaka muốn học sinh treo cờ Hinomaru trong lễ mỗi buổi sáng, và áp dụng một giáo trình dạy đạo đức dựa trên Bản trích dẫn Hoàng gia về Giáo dục do Thiên hoàng Minh Trị đưa ra vào năm 1890. Tanaka đã không thành công trong việc thông qua bộ luật trong quốc hội vào năm đó.
Những nhóm ủng hộ chính của dự luật là LDP và Đảng Công Minh (CGP), trong khi phe đối lập bao gồm Đảng Dân chủ Xã hội (SDPJ) và Đảng Cộng sản (JCP), họ đã phản đối vì ý nghĩa cả hai biểu tượng trong thời kỳ chiến tranh. CPJ tiếp tục phản đối vì không cho phép vấn đề được quyết định bởi công chúng. Trong khi đó, Đảng Dân chủ Nhật Bản (DPJ) không thể thúc đẩy sự đồng thuận trong đảng về vấn đề này. Chủ tịch DPJ và là thủ tướng tương lai của Nhật Kan Naoto tuyên bố DPJ buộc phải ủng hộ dự luật vì DPJ đã công nhận cả hai biểu tượng này là biểu tượng của Nhật Bản. Phó tổng thư ký và thủ tướng tương lai Hatoyama Yukio hiểu rằng dự luật này sẽ gây ra một sự chia rẽ hơn nữa trong xã hội và trong các trường công lập. Hatoyama đã bỏ phiếu cho dự luật trong khi Kan bỏ phiếu chống lại.
Trước khi tiến hành bỏ phiếu, đã có những lời kêu gọi tách đôi bộ luật tại Quốc hội. Giáo sư Đại học Waseda, Norihiro Kato tuyên bố Kimigayo là một vấn đề riêng biệt phức tạp hơn Hinomaru. Nỗ lực chỉ định Hinomaru là quốc kỳ của DPJ, và của các bên khác trong cuộc bỏ phiếu cho dự luật đã bị Quốc hội từ chối. Hạ viện đã thông qua dự luật vào ngày 22 tháng 7 năm 1999 với số phiếu thuận 86 trên 403. Dự luật đã được gửi đến Hạ viện vào ngày 28 tháng 7 và được thông qua vào ngày 9 tháng 8. Nó đã được ban hành thành luật vào ngày 13 tháng 8.
Vào ngày 8 tháng 8 năm 2009, một bức ảnh được chụp tại một cuộc biểu tình của DPJ trong Tổng tuyển cử Nhật Bản năm 2009 cho thấy một biểu ngữ được treo trên trần nhà. Biểu ngữ làm bằng hai lá cờ Hinomaru được cắt và khâu lại với nhau để tạo thành hình dạng của logo DPJ. Điều này gây phẫn nộ cho LDP và Thủ tướng Asō Tarō, họ nói đây là hành động không thể tha thứ. Đáp lại, Chủ tịch DPJ Yukio Hatoyama (người đã bỏ phiếu cho Luật về Quốc kỳ và Quốc ca) nói rằng biểu ngữ không phải là Hinomaru và không nên xem như vậy.

## Thiết kế

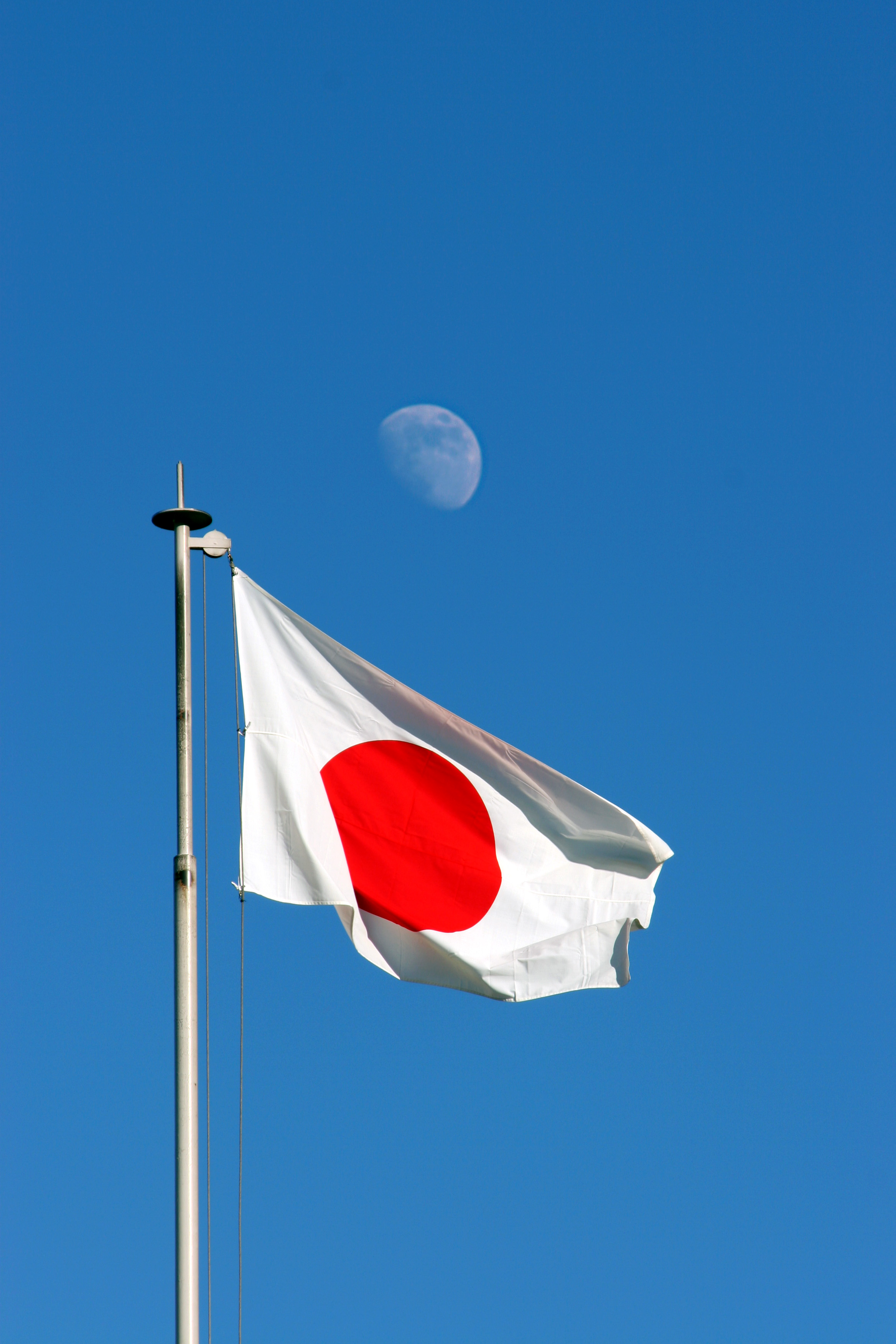
Hinomaru đang tung bay.

Quy tắc số 57 năm 1870 có hai điều khoản liên quan đến quốc kỳ, điều khoản đầu tiên quy định về người treo và cách treo, điều khoản thứ hai quy định về cách sản xuất quốc kỳ. Tỷ lệ giữa chiều cao và chiều rộng là 7:10. Hình tròn màu đỏ tượng trưng cho mặt trời và có đường kính bằng ba phần năm tổng chiều dài đứng. Luật quy định hình tròn nằm tại trung tâm, song thường được đặt lệch 1% hướng về phía vận thăng. Ngày 3 tháng 10 cùng năm, các quy định về thiết kế thương thuyền kỳ và các hải quân kỳ khác được thông qua. Đối với thương thuyền kỳ, tỷ lệ giữa chiều cao và chiều rộng là 2:3. Kích cỡ hình tròn trong vẫn giữ nguyên, song hình tròn được đặt lệch 5% hướng về phía vận thăng.

Bố cục cờ

Khi Đạo luật về Quốc kỳ và Quốc ca được thông qua, kích thước của quốc kỳ có biến đổi nhỏ. Tỷ lệ tổng thể của quốc kỳ quy định chiều cao bằng 3:5 chiều rộng. Hình tròn đỏ chuyển dịch về chính tâm, song kích cỡ tổng thể của hình tròn vẫn không đổi. Nền của quốc kỳ là màu trắng (白色, bạch sắc) và hình tròn mặt trời là màu đỏ (紅色, hồng sắc), song sắc độ chính xác không được định rõ trong pháp luật năm 1999. Gợi ý duy nhất là đối với màu đỏ phải là màu "đậm".
Cục Phòng vệ Nhật Bản (nay là Bộ Quốc phòng) vào năm 1973 (năm Chiêu Hòa thứ 48) định rõ đặc điểm kỹ thuật của màu đỏ trên quốc kỳ là 5R 4/12 và của màu trắng là N9 trong hệ màu Munsell. Văn kiện này được thay đổi vào ngày 21 tháng 3 năm 2008 nhằm tương phối dựng hình của quốc kỳ với pháp luật hiện hành và hệ màu Munsell cập nhật. Văn kiện này quy định sợi acrylic và ni lông được sử dụng để sản xuất quốc kỳ sử dụng trong quân sự. Đối với acrylic, sắc độ màu đỏ là 5.7R 3.7/15.5 và màu trắng là N9.4; đối với ni lông sắc độ màu đỏ là 6.2R 4/15.2 và sắc độ màu trắng là N9.2. Trong một văn kiện do Cơ quan viện trợ phát triển chính phủ (Nhật Bản) (ODA) công bố, sắc độ màu đỏ của Hinomaru và biểu trưng của Cơ quan là DIC 156 và CMYK 0-100-90-0. Trong hội nghị thẩm định về Đạo luật về Quốc kỳ và Quốc ca, có đề nghị sử dụng sắc độ đỏ nhạt (赤色, xích sắc) hoặc hệ màu của Quy cách công nghiệp Nhật Bản. Cờ được sản xuất tại Nhật Bản thường sử dụng thuốc nhuộm màu đỏ son.

### Bảng màu
| Màu chính thức (trắng) | Màu chính thức (đỏ)     | Hệ màu  | Nguồn | Năm       |
| ---------------------- | ----------------------- | ------- | --- | --------- |
| N9                     | 5R 4/12                 | Munsell | DSP Z 8701C | 1973      |
| N/A                    | 156                     | DIC     | Hướng dẫn dấu hiệu phù hiệu ODA | 1995      |
| N/A                    | 0-100-90-0              | CMYK    | Hướng dẫn dấu hiệu phù hiệu ODA | 1995      |
| N/A                    | 186 Coated              | Pantone | Album des pavillons nationaux et des marques distinctives                                                                                              | 2000      |
| N/A                    | 0-90-80-5               | CMYK    | Album des pavillons nationaux et des marques distinctives                                                                                              | 2000      |
| N9.4 (Acrylic)         | 5.7R 3.7/15.5 (Acrylic) | Munsell | DSP Z 8701E | 2008      |
| N9.2 (Nylon)           | 6.2R 4/15.2 (Nylon)     | Munsell | DSP Z 8704E | 2008      |
| N/A                    | 032 Coated              | Pantone | Hướng dẫn lễ nghi Thế vận hội Mùa hè 2008 – hướng dẫn sử dụng cờ và Thế vận hội Mùa hè 2012 – Hướng dẫn về Cờ và Quốc ca (Phiên bản cuối cùng của SPP) | 2008/2012 |

## Sử dụng và phong tục

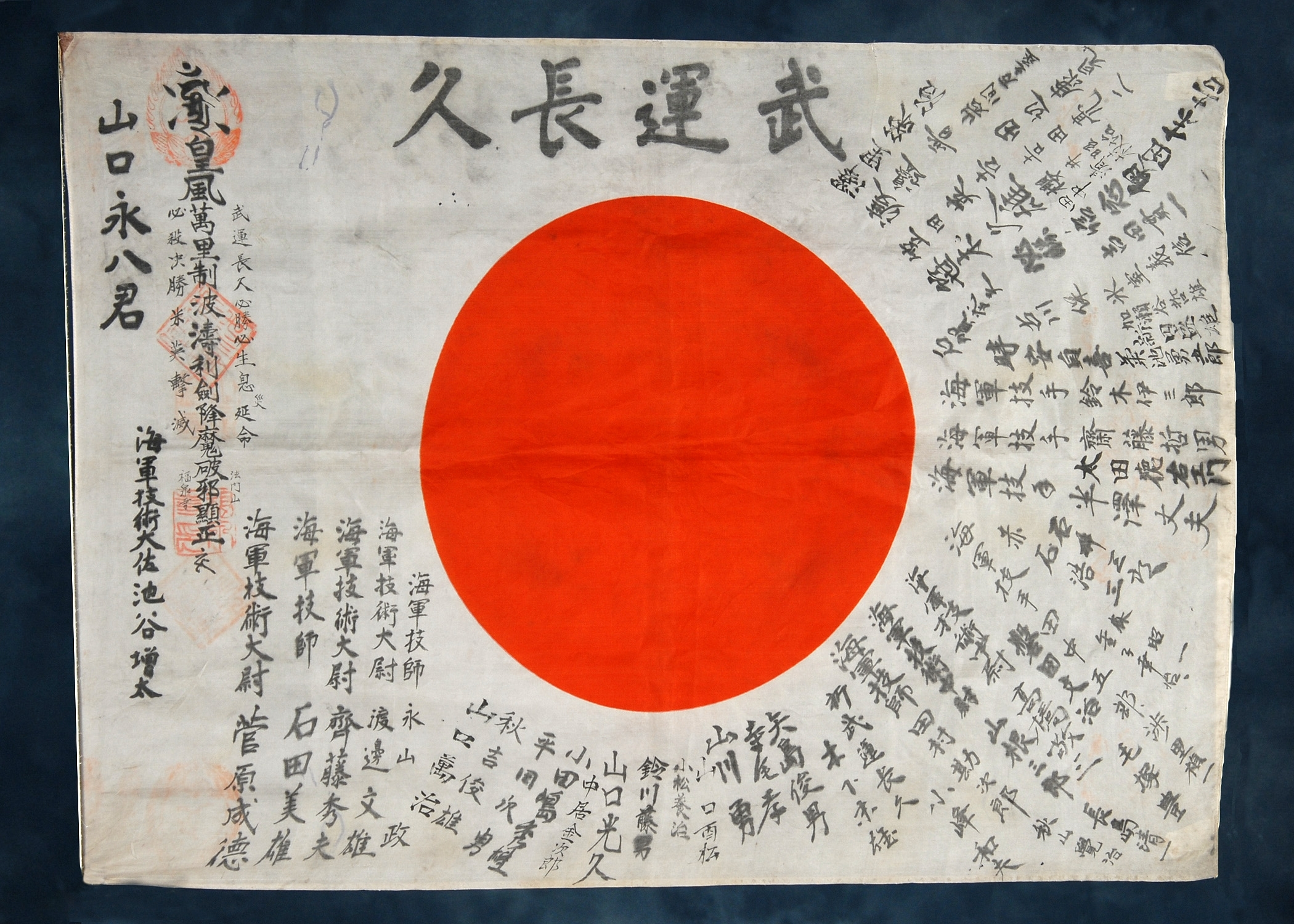
Hinomaru với dòng chữ "Vũ liên trường cửu" (久長連武 từ phải sang), cùng lời chúc của thân nhân và bằng hữu cho mỗi quân nhân Nhật Bản trong những chiến dịch thời Đế quốc.

Khi Hinomaru lần đầu tiên ra mắt ở Nhật Bản, chính phủ đã yêu cầu công dân chào đón Hoàng đế bằng cờ. Có một số người Nhật phản đối, dẫn đến một số cuộc biểu tình. Phải mất một thời gian sau thì cờ mới được người dân chấp nhận.
Trong Chiến tranh thế giới thứ hai, có một phong tục phổ biến là bạn bè, bạn học và thân nhân của một quân nhân tại ngũ sẽ viết vào một Hinomaru và tặng nó cho anh ta. Quốc kỳ cũng được sử dụng như một bùa vận khí tốt và là một vật cầu nguyện quân nhân bình an trở về từ chiến trường. Một thuật ngữ về loại bùa này là Hinomaru Yosegaki (日の丸寄せ書き). Một truyền thống là các chữ viết không được chạm vào hình mặt trời. Sau các trận chiến, những quốc kỳ này thường bị đối phương đoạt lấy, hoặc được tìm thấy trên người những quân nhân Nhật Bản tử trận. Những quốc kỳ này trở thành vật kỷ niệm, song ngày càng có nhiều quốc kỳ được gửi trả lại cho hậu duệ của những quân nhân Nhật Bản tử trận. Truyền thống ký lên Hinomaru như một lá bùa may mắn vẫn còn tiếp tục mặc dù khá hạn chế. Có thể thấy Hinomaru Yosegaki tại các sự kiện thể thao nhằm cổ động cho các đội tuyển quốc gia Nhật Bản.
Hachimaki (鉢巻 "khăn bảo vệ đầu") là một headband màu trắng (bandana) với mặt trời đỏ ở giữa. Các cụm từ thường được viết trên đó. Chúng được đeo như một biểu tượng cho sự kiên trì, nỗ lực và can đảm của người mang chúng. Đây là những vật được mang trong nhiều dịp bởi khán giả cổ vũ thể thao, phụ nữ khi sinh, sinh viên trong trường luyện thi, nhân viên văn phòng, nhà buôn như niềm tự hào của họ, v.v. Trong Thế chiến II, các cụm từ "Nhất định chiến thắng" (必勝 Hisshō) hoặc "Bảy cuộc đời" được viết trên hachimaki và được các phi công kamikaze mang trên đầu. Điều này thể hiện tinh thần sẵn sàng chết vì đất nước của người phi công.

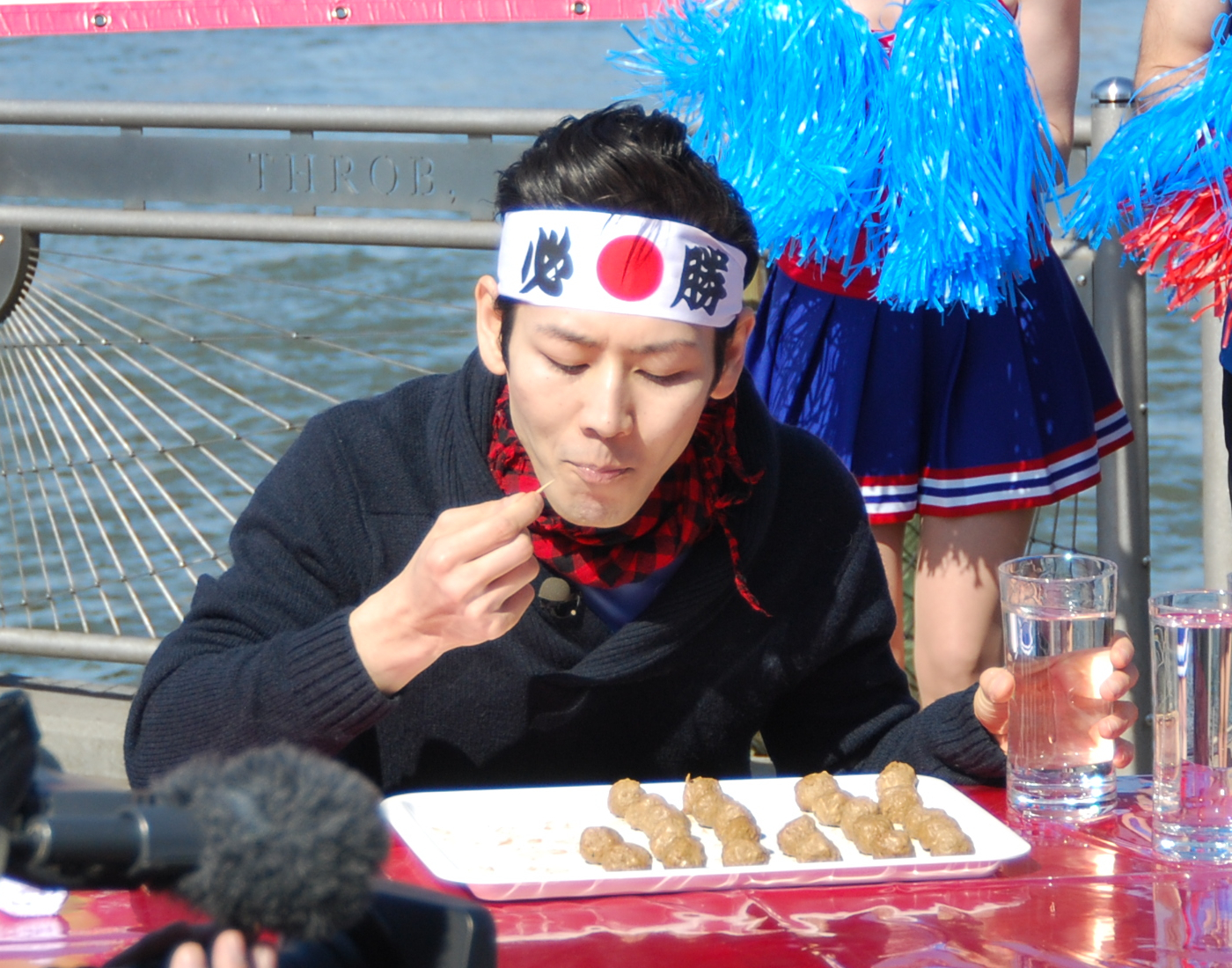
Takeru Kobayashi mang một hachimaki

Trước Chiến tranh thế giới thứ hai, toàn bộ các hộ gia đình được yêu cầu treo Hinomaru vào những ngày quốc lễ. Sau chiến tranh, việc treo quốc kỳ Nhật Bản hầu hết bị hạn chế trong các tòa nhà liên hệ với chính phủ quốc gia và địa phương như tòa thị chính; quốc kỳ hiếm khi xuất hiện tại các hộ gia đình hoặc tòa nhà thương mại, song một số cá nhân và công ty chủ trương treo quốc kỳ trong những ngày lễ. Mặc dù chính phủ Nhật Bản khuyến khích công dân treo Hinomaru trong những dịp quốc lễ, song việc này không mang tính pháp lý. Kể từ sinh nhật lần thứ 80 của Thiên hoàng vào ngày 23 tháng 12 năm 2002, Công ty Đường sắt Kyushu cho treo Hinomaru tại 330 trạm.
Bắt đầu từ năm 1995, ODA đã sử dụng họa tiết Hinomaru trong logo chính thức của họ. Bản thiết kế đó không phải do chính phủ tạo ra (logo được chọn từ 5.000 mẫu thiết kế do công chúng gửi) nhưng chính phủ đang cố gắng tăng trực quan hóa của Hinomaru thông qua các gói viện trợ và chương trình phát triển của họ. Theo ODA, việc sử dụng cờ là cách hiệu quả nhất tượng trưng cho viện trợ do người dân Nhật Bản cung cấp.

## Văn hóa và nhận thức

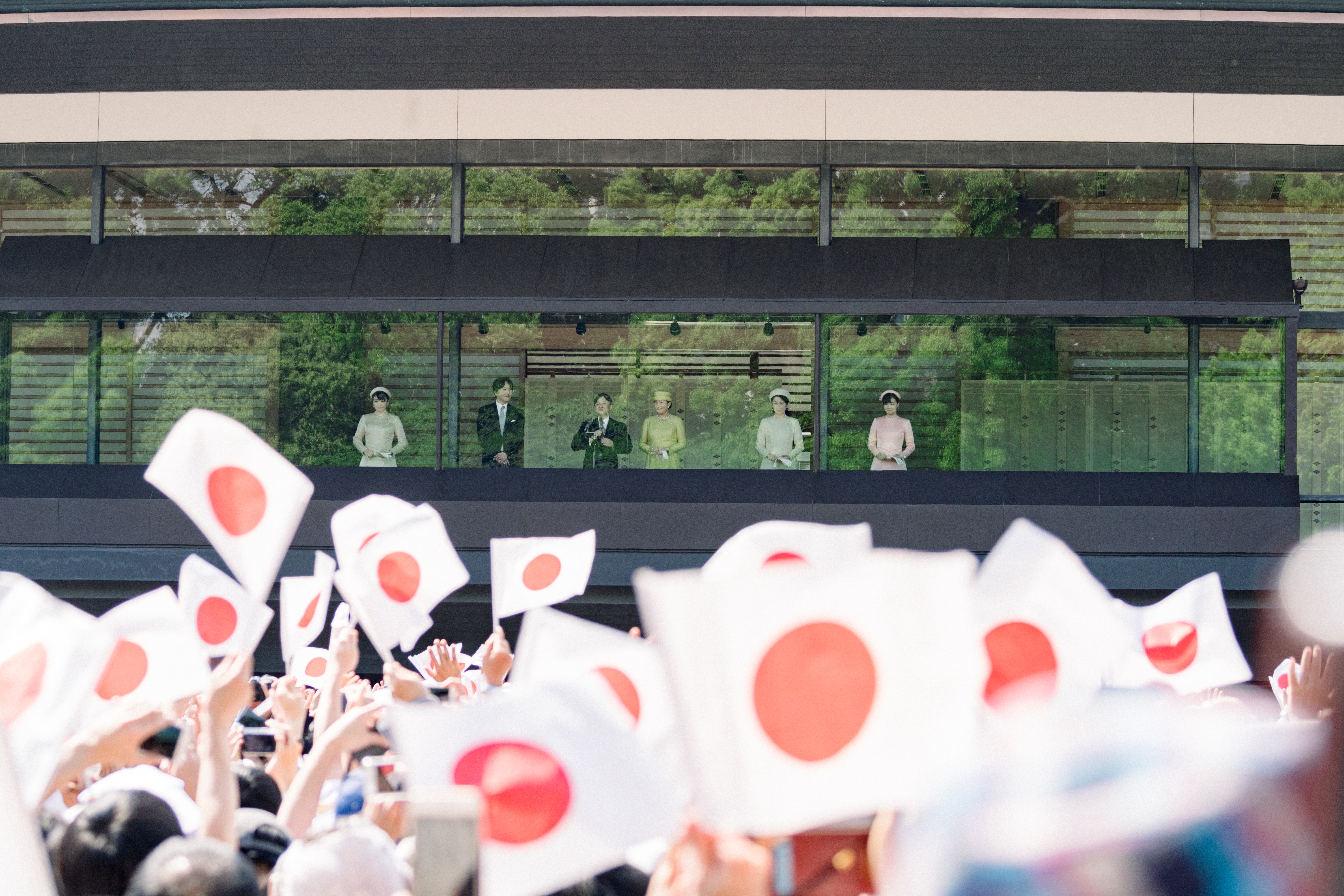
Một đám đông vẫy cờ chào Hoàng gia sau khi Hoàng đế Naruhito lên ngôi tại Hoàng cung, ngày 4 tháng 5 năm 2019.

Theo các cuộc thăm dò được thực hiện bởi truyền thông chính thống, hầu hết người dân Nhật Bản đã coi lá cờ của Nhật Bản là cờ quốc gia ngay cả trước khi thông qua Đạo luật về Quốc kỳ và Quốc ca năm 1999. Mặc dù vậy, những tranh cãi xung quanh việc sử dụng cờ trong các sự kiện ở trường học hoặc phương tiện truyền thông vẫn còn. Ví dụ, các tờ báo tự do như Asahi Shimbun và Mainichi Shimbun thường đăng các bài viết phê phán lá cờ của Nhật Bản, phản ánh một phổ quát chính trị từ các độc giả của họ. Đối với những người Nhật Bản khác, lá cờ đại diện cho thời kỳ mà nền dân chủ bị đàn áp khi Nhật Bản là một đế chế.
Việc treo quốc kỳ tại hộ gia đình và doanh nghiệp cũng được tranh luận trong xã hội Nhật Bản. Bởi vì liên kết của nó với các nhà hoạt động uyoku dantai (cánh hữu), những người chính trị phản động và cực đoan, một số hộ và doanh nghiệp không treo cờ. Không có yêu cầu treo cờ trong bất kỳ ngày lễ quốc gia hoặc sự kiện đặc biệt nào. Thị trấn Kanazawa, Ishikawa, đã đề xuất kế hoạch vào tháng 9 năm 2012 sử dụng các quỹ của chính phủ để mua cờ với mục đích khuyến khích người dân treo cờ vào các ngày lễ quốc gia. Đảng Cộng sản Nhật Bản thì phát ngôn chống lại lá cờ.
Suy nghĩ tiêu cực về quốc kỳ vẫn tồn tại ở các thuộc địa cũ của Nhật Bản cũng như trong chính lãnh thổ Nhật Bản, chẳng hạn như ở Okinawa. Một ví dụ đáng chú ý về điều này, vào ngày 26 tháng 10 năm 1987, một chủ siêu thị người Okinawa đã đốt cờ trước khi bắt đầu Đại hội Thể thao Quốc gia Nhật Bản. Người đốt cờ là Shōichi Chibana đã đốt cháy Hinomaru không chỉ để thể hiện sự phản đối sự tàn bạo của quân đội Nhật Bản mà còn phản đối sự hiện diện liên tục của lực lượng Hoa Kỳ, và còn nhằm ngăn không cho nó xuất hiện trước công chúng. Các sự cố khác ở Okinawa là việc xé cờ trong các buổi lễ ở trường, và học sinh từ chối tôn vinh lá cờ khi nó được kéo lên cùng nhạc "Kimigayo".
Tại thủ phủ Naha, Okinawa, Hinomaru được kéo lên lần đầu tiên khi Okinawa trở về với Nhật Bản trong dịp kỷ niệm 80 năm thành phố vào năm 2001. Tại Trung Quốc và Hàn Quốc, cả hai đều bị chiếm đóng bởi Đế quốc Nhật Bản, việc áp dụng chính thức Hinomaru vào năm 1999 là phản ứng của Nhật Bản chủ động hơn về an ninh và tái vũ trang. Các cuộc tranh cãi về tình trạng của đền Yasukuni, Hợp tác quân sự Mỹ-Nhật và tiến hành chương trình phòng thủ tên lửa. Ở các quốc gia khác mà Nhật Bản từng chiếm đóng, luật năm 1999 đã gặp phải những phản ứng trái chiều và bị che đậy. Ở Singapore, thế hệ cũ vẫn có những cảm xúc xấu đối với cờ trong khi thế hệ trẻ không giữ quan điểm như vậy vì họ phần nhiều chấp nhận các khía cạnh văn hóa Nhật Bản thông qua anime, game và Uniqlo. Chính phủ Philippines không chỉ tin rằng Nhật Bản sẽ không trở lại chủ nghĩa quân phiệt, mà còn tin mục tiêu của luật năm 1999 là chính thức thiết lập hai biểu tượng (cờ và quốc ca) trong luật pháp và mọi quốc gia đều có quyền tạo ra các biểu tượng quốc gia của họ. Nhật Bản không có luật hình sự đối với việc đốt Hinomaru, nhưng cờ nước ngoài không thể bị đốt ở Nhật Bản.

## Lễ nghi

Sơ đồ Hinomaru được công bố theo quy tắc 1 năm 1912 (treo rủ tưởng niệm Nhật hoàng băng hà).

Theo lễ nghi, Hinomaru có thể treo từ bình minh cho đến hoàng hôn; các doanh nghiệp và trường học được phép treo quốc kỳ từ khi mở cửa đến khi đóng cửa. Khi treo quốc kỳ Nhật Bản cùng quốc kỳ khác đồng thời, quốc kỳ Nhật Bản được đặt ở vị trí vinh dự và quốc kỳ ngoại quốc nằm ở bên phải, cả hai có kích cỡ bình đẳng. Khi treo cùng từ hai quốc kỳ khác trở lên, Hinomaru được xếp theo thứ tự của bảng chữ cái theo quy định của Liên Hiệp Quốc. Khi các quốc kỳ không còn thích hợp để sử dụng, nó thường được đốt một cách kín đáo. Đạo luật về Quốc kỳ và Quốc ca không định rõ cách sử dụng quốc kỳ, song các tỉnh khác nhau lại ban hành các quy định riêng về việc sử dụng Hinomaru và các huyện kỳ của họ.

### Tưởng niệm
Hinomaru có hai kiểu treo để tang, một là treo theo kiểu bán kỳ (半旗 (bán kỳ)/ はんき Han-ki) (cờ rủ) giống như tại nhiều quốc gia khác. Những cơ quan của Bộ Ngoại giao treo bán kỳ trong thời gian tang lễ của một nguyên thủ quốc gia ngoại quốc.
Một kiểu treo rủ thay thế là điếu kỳ (弔旗 (ちょうき) (điếu kỳ) Chō-ki), gắn thêm một dải băng màu đen ở phía trên Hinomaru, kiểu này truy nguyên từ ngày 30 tháng 7 năm 1912, khi Nhật hoàng Minh Trị băng hà và Nội các quyết định ban một sắc lệnh rằng Hinomaru cần phải được treo để tang khi Nhật hoàng băng hà. Nội các có thẩm quyền trong việc công bố treo quốc kỳ nhằm để tang.

### Trường công lập

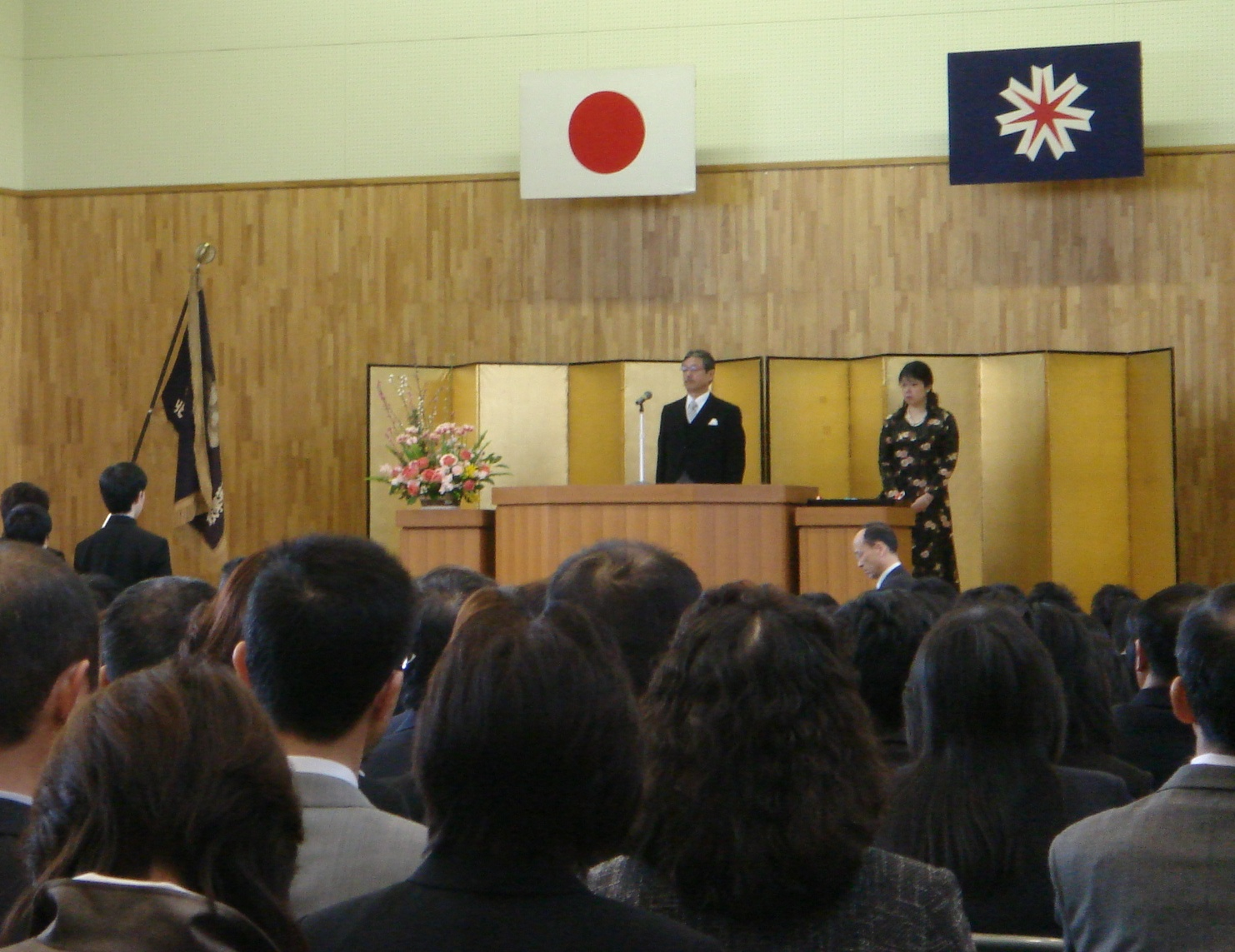
Một buổi lễ tốt nghiệp ở Hokkaido với Hinomaru và cờ tỉnh Hokkaido. Cờ riêng của trường đặt trước một nhân viên bên phải.

Từ sau Thế chiến II, Bộ Giáo dục ban hành các tuyên bố và quy định nhằm thúc đẩy việc sử dụng cả Hinomaru và Kimigayo tại các trường thuộc thẩm quyền của họ. Tuyên bố đầu tiên trong số này được ban hành vào năm 1950, với nội dung mong muốn nhưng không bắt buộc, đối với việc sử dụng cả hai biểu tượng. Điều này sau đó được mở rộng bao gồm sử dụng các biểu tượng vào các ngày lễ và trong các buổi tưởng niệm nhằm khuyến khích học sinh về các ngày lễ quốc gia và thúc đẩy giáo dục quốc phòng. Trong cuộc cải cách năm 1989 về định hướng giáo dục, chính phủ của LDP yêu cầu cờ phải được sử dụng trong các nghi lễ của trường và phải tôn trọng đúng mức đối với nó, và đối với cả Kimigayo. Hình phạt đối với quan chức nhà trường không tuân theo lệnh này cũng được ban hành trong cuộc cải cách năm 1989.
Hướng dẫn chương trình giảng dạy năm 1999 (学習指導要領 Gakushū shidō yōryō) do Bộ Giáo dục ban hành sau khi thông qua "Đạo luật về Quốc kỳ và Quốc ca" quy định rằng "vào lễ khai giảng và lễ tốt nghiệp, các trường phải giương cờ Nhật Bản và hướng dẫn học sinh hát "Kimigayo" (quốc ca), nâng cao ý nghĩa của cờ và bài hát." Ngoài ra, bình luận của Bộ về Hướng dẫn chương trình giảng dạy năm 1999 cho các trường tiểu học lưu ý rằng: "đưa ra tiến bộ quốc tế hóa, cùng việc thúc đẩy lòng yêu nước và nhận thức về người Nhật, điều quan trọng là nuôi dưỡng thái độ tôn trọng của trẻ em đối với quốc kỳ Nhật Bản và Kimigayo để họ trưởng thành lòng tự tôn công dân Nhật Bản trong một xã hội quốc tế hóa." Bộ cũng tuyên bố rằng nếu sinh viên Nhật Bản không thể tôn trọng biểu tượng của chính họ, thì họ sẽ không thể tôn trọng biểu tượng của các quốc gia khác.
Các trường học là trung tâm của tranh cãi về cả quốc ca và quốc kỳ. Hội đồng Giáo dục Tokyo yêu cầu sử dụng cả quốc ca và cờ trong các sự kiện thuộc thẩm quyền của họ. Lệnh yêu cầu giáo viên nhà trường phải tôn trọng cả hai biểu tượng hoặc có nguy cơ mất việc. Một số người phản đối các quy định đó vi phạm Hiến pháp Nhật Bản, nhưng Hội đồng đã lập luận rằng các trường học là cơ quan công lập, giáo viên phải có nghĩa vụ dạy học sinh của mình cách để trở thành một người công dân Nhật Bản tốt. Nhưng đã xảy ra các cuộc phản đối, các trường học từ chối treo Hinomaru trong lễ tốt nghiệp của trường và một số phụ huynh xé cờ. Các giáo viên thất bại trong việc khiếu nại hình sự chống Thống đốc Tokyo Shintarō Ishihara và các quan chức cấp cao, vì hành động đã ra lệnh cho các giáo viên tôn vinh Hinomaru và Kimigayo. Sau các cuộc phản đối trước đó, Liên đoàn giáo viên Nhật Bản chấp nhận sử dụng cả cờ và quốc ca; Liên minh giáo viên và nhân viên Nhật Bản vẫn phản đối cả hai biểu tượng và việc sử dụng chúng trong hệ thống trường học.

## Hiệu kỳ có liên quan

### Quân kỳ
Lực lượng Phòng vệ Nhật Bản (JSDF) và Lực lượng Phòng vệ Mặt đất Nhật Bản sử dụng một phiên bản Hinomaru với tám tia màu đỏ hướng ra ngoài, gọi là Hachijō-Kyokujitsuki (八条旭日旗 (bát điều húc nhật kỳ)). Một viền màu vàng nằm xung quanh rìa lá cờ.
Một biến thể nổi tiếng của Hinomaru là Hinomaru với 16 tia đỏ, từng được quân đội Nhật Bản sử dụng, đặc biệt là Lục quân Đế quốc Nhật Bản và Hải quân Đế quốc Nhật Bản. Thuyền kỳ (cờ hải quân) Jyūrokujō-Kyokujitsu-ki (十六条旭日旗 (thập lục điều húc nhật kỳ)) được thông qua làm cờ chiến tranh lần đầu tiên vào ngày 15 tháng 5 năm 1870, và được sử dụng đến khi kết thúc Chiến tranh thế giới thứ hai vào năm 1945. Thuyền kỳ được tái thông qua vào ngày 30 tháng 6 năm 1954 và nay được sử dụng làm cờ hải quân của Lực lượng Phòng vệ Mặt đất Nhật Bản (JGSDF) và Lực lượng Phòng vệ Biển Nhật Bản (JMSDF). Tham mưu trưởng Lực lượng Phòng vệ Nhật Bản Katsutoshi Kawano nói rằng lá cờ là "niềm kiêu hãnh" của Lực lượng Phòng vệ biển Nhật Bản. Do từng được sử dụng bởi Quân đội Đế quốc Nhật Bản, lá cờ này vẫn mang đến tình cảm tiêu cực ở Trung Quốc và Hàn Quốc. Họ phản đối lá cờ này vì là biểu tượng gắn liền với chủ nghĩa đế quốc Nhật Bản trong Thế chiến II. JMSDF cũng sử dụng một cờ hiệu vận hành. Được thông qua lần đầu tiên vào năm 1914 và được tái tuyên bố vào năm 1965, cờ hiệu này chứa một phiên bản đơn giản của biểu tượng cờ hải quân đặt cuối tàu, với phần lớn cờ có màu trắng. Tỷ lệ cờ hiệu nằm trong khoảng từ 1:40 đến 1:90.
Lực lượng Phòng vệ Nhật Bản (JASDF) được thành lập một cách độc lập vào năm 1952, chỉ có đĩa mặt trời đơn giản như biểu tượng của nó. Đây là chi nhánh dịch vụ duy nhất có biểu tượng không theo Tiêu chuẩn Hoàng gia. Tuy nhiên, chi nhánh có một thiết kế để treo ở các căn cứ và trong các cuộc diễu hành. Thiết kế được tạo ra vào năm 1972, đây là lần thứ ba được JASDF sử dụng kể từ khi thành lập. Thiết kế chứa biểu tượng của chi nhánh tập trung trên nền màu xanh.
Mặc dù không phải là quốc kỳ chính thức, cờ tín hiệu Z đóng vai trò chính trong lịch sử hải quân Nhật Bản. Vào ngày 27 tháng 5 năm 1905, Đô đốc Heihachirō Tōgō của tàu chiến Mikasa đang chuẩn bị giao chiến với Hạm đội Baltic của Nga. Trước khi Hải chiến Tsushima bắt đầu, Togo đã giương cờ Z trên Mikasa nhằm giao chiến với hạm đội Nga, kết quả chiến thắng cho Nhật Bản. Ông nói với hải đoàn như sau: "Số phận của Hoàng gia Nhật Bản đặt vào trận chiến này; mọi cánh tay sẽ nỗ lực và làm hết sức mình." Cờ Z cũng được treo trên tàu sân bay Akagi vào đêm trước cuộc tấn công của Nhật Bản tại Trân Châu Cảng, Hawaii, vào tháng 12 năm 1941.

Húc Nhật kỳ của Lục quân Đế quốc Nhật Bản (1868—1945)  (十六条旭日旗?)
Hiệu kỳ của Hải quân Đế quốc Nhật Bản (1889–1945)
Hiệu kỳ của Lực lượng Phòng vệ Nhật Bản và Lực lượng Phòng vệ Mặt đất Nhật Bản  (八条旭日旗?)
Hiệu kỳ của Lực lượng Phòng vệ Biển Nhật Bản (1954–hiện nay)  (十六条旭日旗?)
Hiệu kỳ của Lực lượng Phòng vệ Trên không Nhật Bản (JASDF)
Phù hiệu máy bay quân sự của Lục quân và Hải quân Đế quốc Nhật Bản
Phù hiệu máy bay quân sự của Lực lượng Phòng vệ Trên không Nhật Bản

### Cờ hoàng gia

Cờ hoàng gia của Thiên hoàng.

Bắt đầu từ năm 1870, cờ được tạo ra cho Thiên hoàng Nhật Bản (lúc đó là Thiên hoàng Minh Trị), hoàng hậu và cho các thành viên khác trong hoàng tộc. Lúc đầu, cờ của Thiên hoàng được trang trí công phu, với một mặt trời nằm ở trung tâm của mẫu cờ. Thiên hoàng có những lá cờ được sử dụng trên đất liền, trên biển và trên xe ngựa. Gia đình hoàng gia cũng được cấp cờ để sử dụng trên biển và trên đất liền (một để cắm, và một cờ khi di chuyển). Các lá cờ trên xe ngựa là một bông hoa cúc đơn sắc với 16 cánh hoa, được đặt ở trung tâm của một nền đơn sắc. Những lá cờ này được loại bỏ vào năm 1889 khi Thiên hoàng quyết định sử dụng hoa cúc trên nền đỏ làm cờ của ông. Với những thay đổi nhỏ về sắc thái và tỷ lệ màu sắc, những lá cờ được thông qua vào năm 1889 vẫn được sử dụng bởi gia đình hoàng gia.
Cờ của Thiên hoàng hiện tại là một bông hoa cúc 16 cánh màu vàng, tập trung trên nền đỏ với tỷ lệ 2:3. Hoàng hậu sử dụng cùng một lá cờ, có hình dạng đuôi én. Hoàng tử kế vị và công chúa kế vị sử dụng cùng một mẫu lá cờ, ngoại trừ với một bông hoa cúc nhỏ hơn và một đường viền màu trắng ở giữa các lá cờ. Hoa cúc đã gắn liền với ngai vàng của Hoàng đế kể từ thời Thiên hoàng Go-Toba vào thế kỷ thứ 12, nhưng nó không trở thành biểu tượng độc quyền của ngai vàng cho đến năm 1868.

### Cờ địa phương

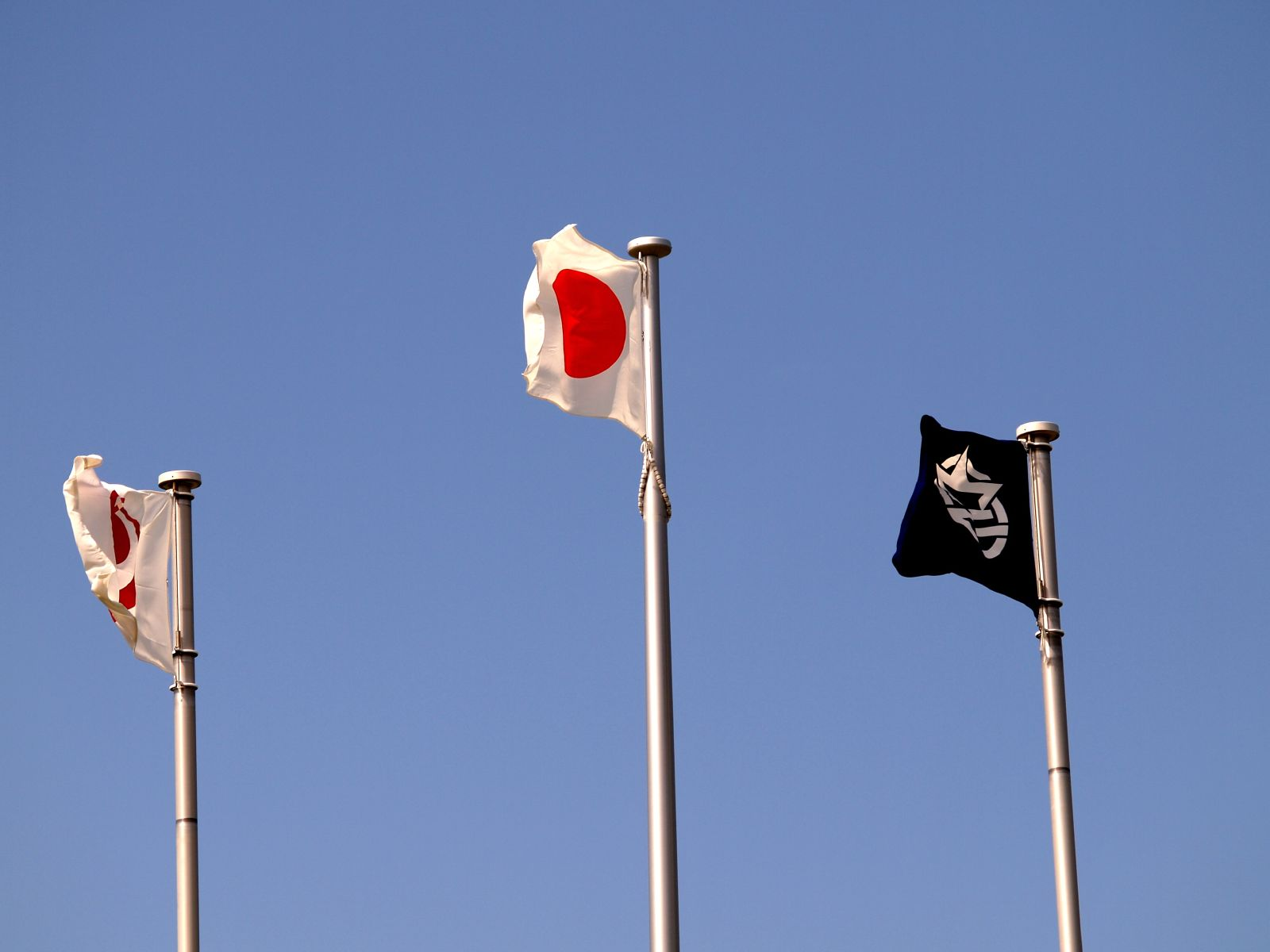
Hinomaru (giữa) bay bên cạnh cờ của Okinawa và Thành phố Urasoe.

Mỗi tỉnh trong số 47 tỉnh tất cả của Nhật Bản có một lá cờ riêng, giống như quốc kỳ, bao gồm một biểu tượng - được gọi là mon - được đặt trên một mặt nền đơn sắc (trừ tỉnh Ehime, nơi nền được tô màu). Có một số cờ tỉnh, như Hiroshima, phù hợp với thông số kỹ thuật của họ để làm lá cờ quốc gia (tỷ lệ 2:3, mon đặt ở trung tâm và 3⁄5 chiều dài của lá cờ). Một số mon hiển thị tên tỉnh bằng chữ Nhật; một số khác được mô tả cách điệu về địa điểm hoặc một điểm đặc biệt khác của tỉnh. Một ví dụ về cờ của tỉnh là Nagano, ký tự katakana ナ (na) màu cam xuất hiện ở trung tâm của một đĩa trắng. Một cách giải thích của mon là biểu tượng na đại diện cho một ngọn núi và đĩa trắng là một cái hồ. Màu cam đại diện cho mặt trời trong khi màu trắng đại diện cho tuyết của khu vực.
Đơn vị hành chính cấp hạt cũng có thể áp dụng cờ của riêng họ. Các thiết kế của cờ thành phố tương tự như cờ của tỉnh: một mon trên nền đơn sắc. Một ví dụ là lá cờ của Amakusa ở tỉnh Kumamoto: biểu tượng thành phố bao gồm ký tự Katakana ア (a) và được bao quanh bởi những con sóng. Biểu tượng này được tập trung vào một lá cờ trắng, với tỷ lệ 2:3. Cả biểu tượng thành phố và cờ được thông qua năm 2006.

### Thiết kế khác

Cờ Tổng công ty Bưu chính Nhật Bản (1872–1887).

Ngoài những lá cờ được sử dụng bởi quân đội, một số mẫu thiết kế cờ khác được lấy cảm hứng từ quốc kỳ. Cờ Tổng công ty Bưu chính Nhật Bản trước đây bao gồm Hinomaru với một thanh ngang màu đỏ được đặt ở trung tâm của lá cờ. Ngoài ra còn có một vòng trắng mỏng xung quanh mặt trời đỏ. Sau đó, nó đã được thay thế bằng một lá cờ bao gồm dấu bưu điện 〒 màu đỏ trên nền trắng.
Có hai lá cờ quốc gia được thiết kế gần đây giống với lá cờ Nhật Bản. Năm 1971, Bangladesh giành được độc lập từ Pakistan, nước này đã thông qua một lá cờ quốc gia có nền màu xanh lá cây, có một đĩa tròn màu đỏ ngoài ở trung tâm chứa bản đồ vàng của Bangladesh. Cờ hiện tại được thông qua vào năm 1972, đã bỏ bản đồ vàng và giữ các chi tiết còn lại. Chính phủ Bangladesh chính thức gọi đĩa đỏ là một vòng tròn; màu đỏ tượng trưng cho máu đã đổ ra để tạo ra đất nước của họ. Quốc đảo Palau sử dụng một lá cờ có thiết kế tương tự, nhưng cách phối màu hoàn toàn khác nhau. Trong khi Chính phủ Palau không trích dẫn lá cờ Nhật Bản như một ảnh hưởng trên lá cờ quốc gia của họ, khi Nhật Bản từng quản lý Palau từ năm 1914 cho đến năm 1944. Lá cờ của Palau mang màu sắc của trăng tròn trên nền màu xanh da trời. Mặt trăng tượng trưng cho hòa bình và một quốc gia non trẻ trong khi nền màu xanh tượng trưng cho sự chuyển đổi của chính quyền Palau từ năm 1981 đến năm 1994, khi nó giành được độc lập hoàn toàn.
Biểu tượng hải quân Nhật Bản cũng ảnh hưởng đến việc thiết kế các lá cờ khác. Một thiết kế cờ như vậy được sử dụng bởi Asahi Shimbun. Ở dưới cùng của lá cờ, một phần tư mặt trời được hiển thị. Ký tự kanji 朝 được hiển thị trên lá cờ, với màu trắng, bao gồm hầu hết mặt trời. Các tia sáng kéo dài từ mặt trời, xuất hiện theo thứ tự xen kẽ đỏ và trắng, đỉnh điểm là 13 sọc. Lá cờ thường thấy tại Giải vô địch bóng chày trường trung học quốc gia, vì Asahi Shimbun là nhà tài trợ chính của giải đấu. Các cờ cấp bậc và biểu tượng của Hải quân Đế quốc Nhật Bản cũng dựa trên các thiết kế của họ trên biểu tượng của hải quân.

## Thư viện ảnh

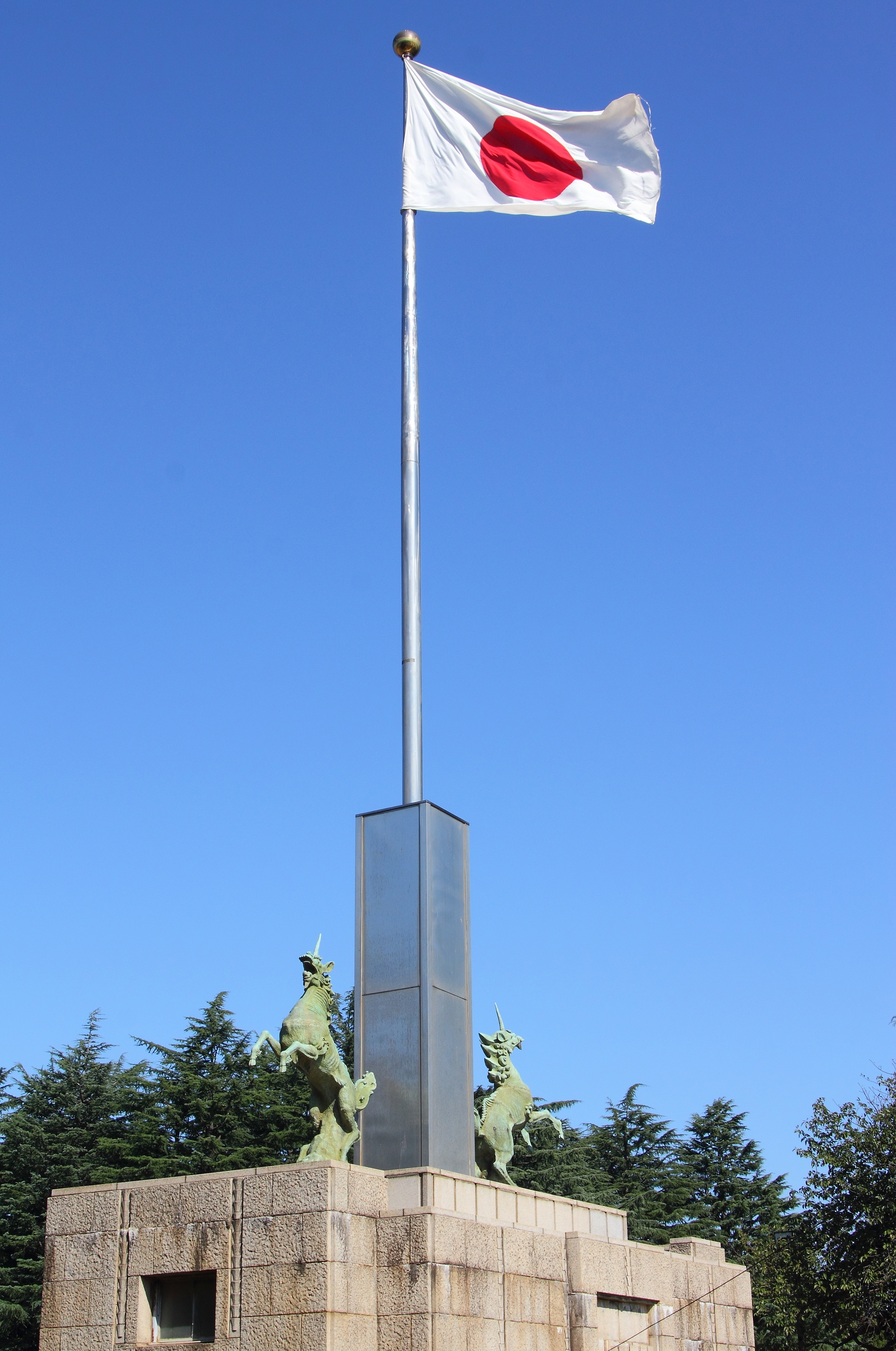
Hinomaru tung bay tại Đài tưởng niệm Minh Trị.
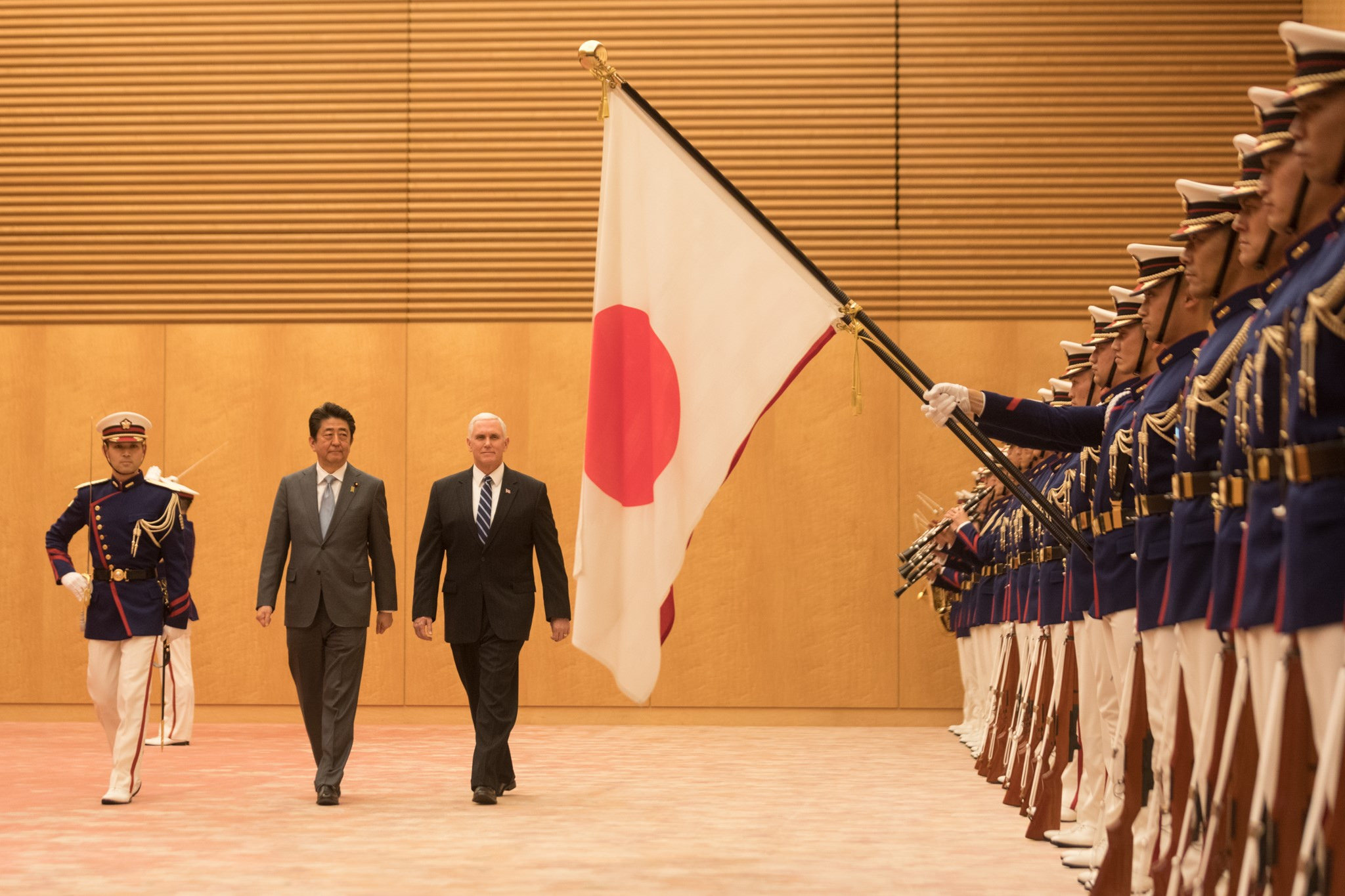
Lực lượng Phòng vệ Nhật Bản duyệt binh danh dự quốc kỳ trong chuyến viếng thăm của Mike Pence.
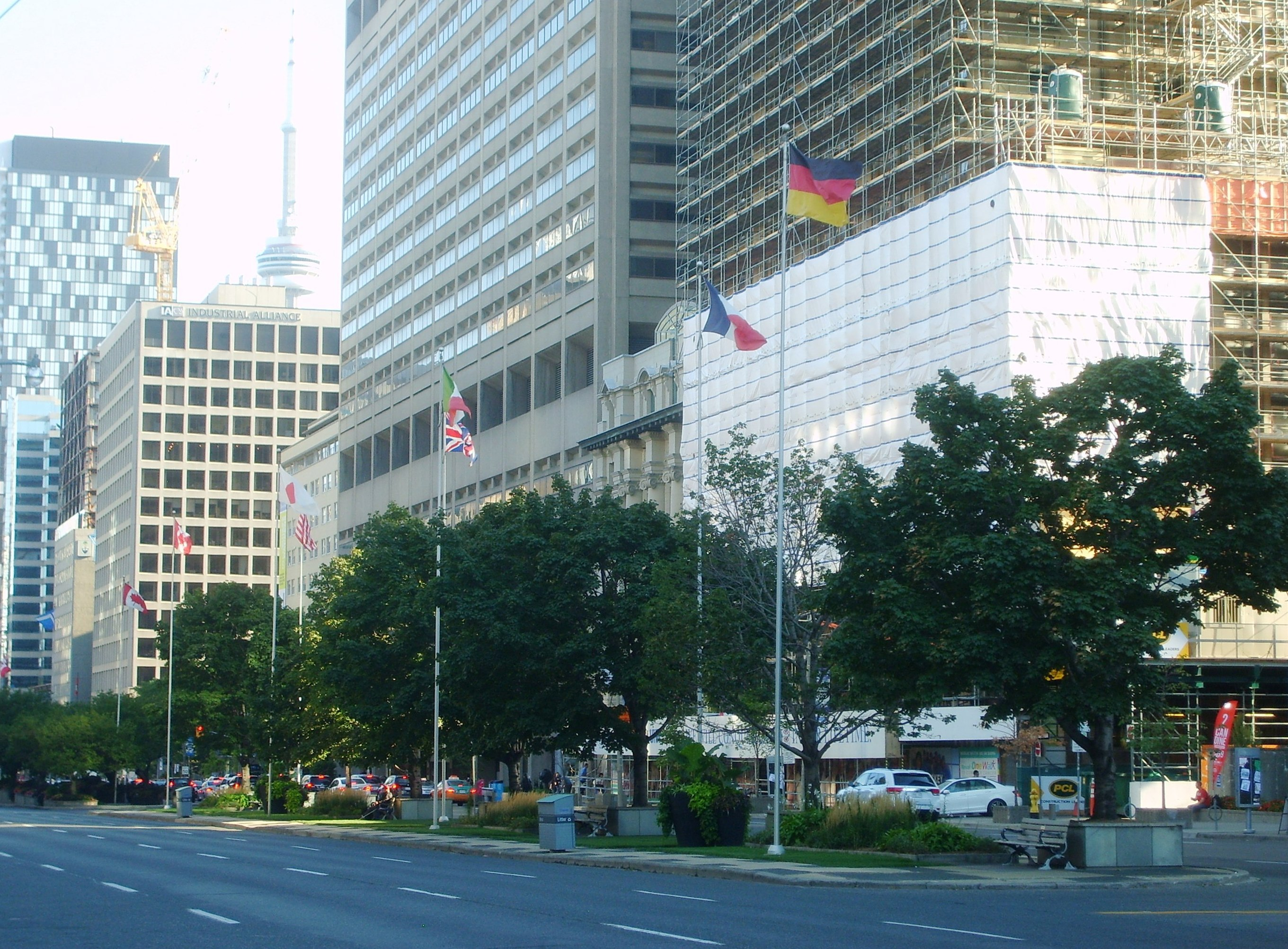
Hinomaru và các nước G7 khác bay ở Toronto.
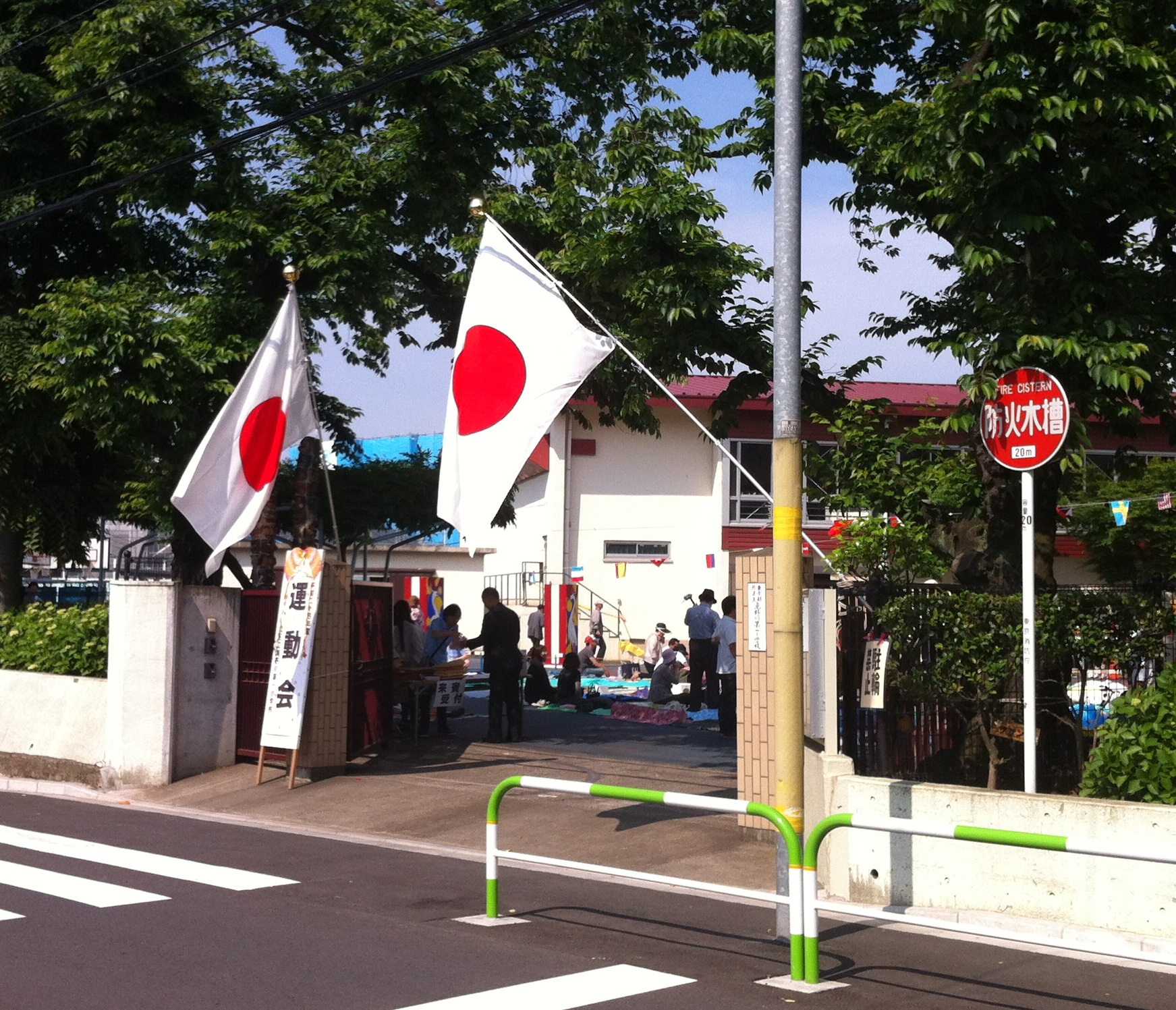
Một loạt các Hinomaru trong một lối vào trường học.
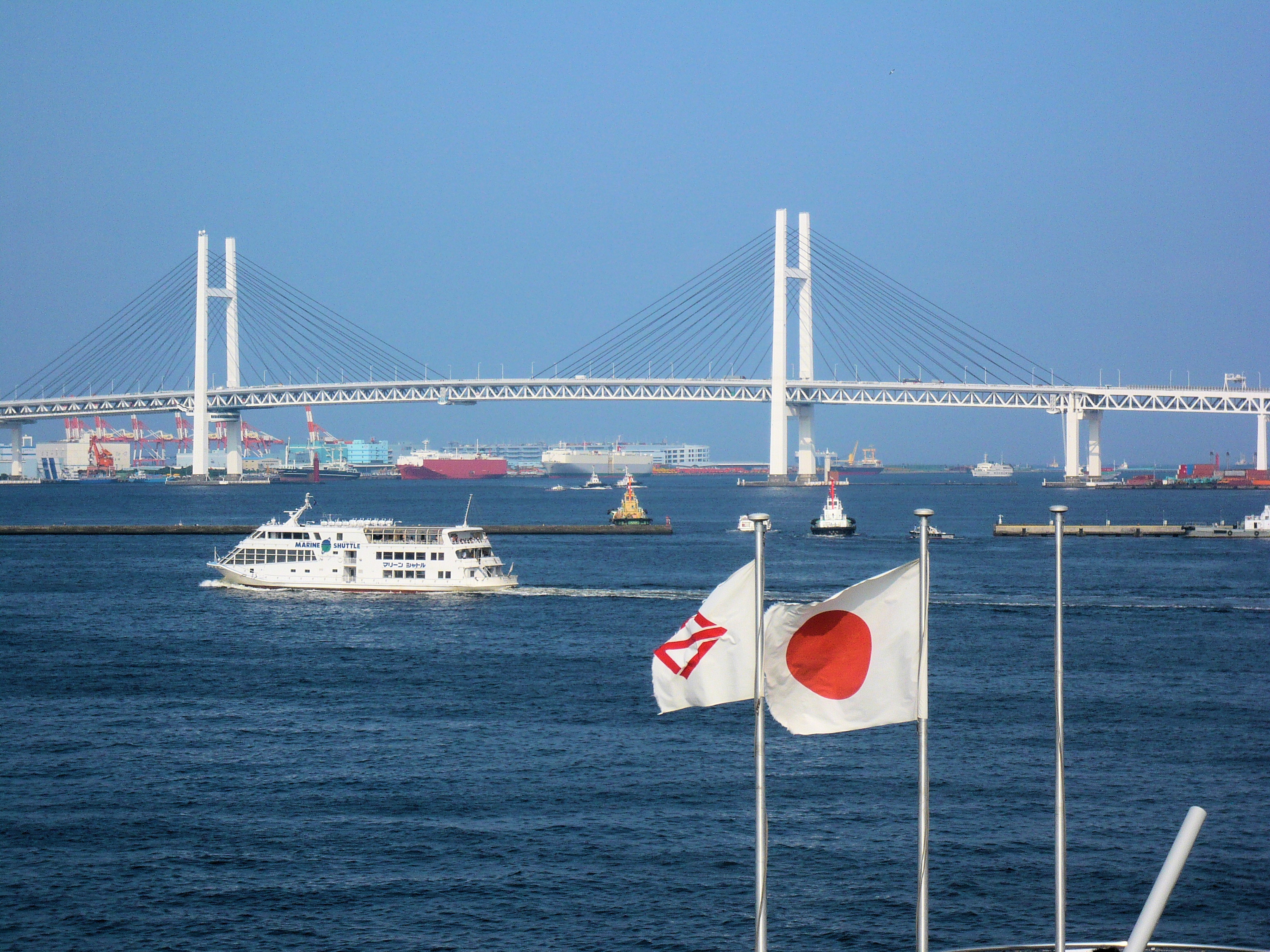
Cờ Thành phố Yokohama (trái) và Hinomaru (giữa) bay trên cảng Yokohama.
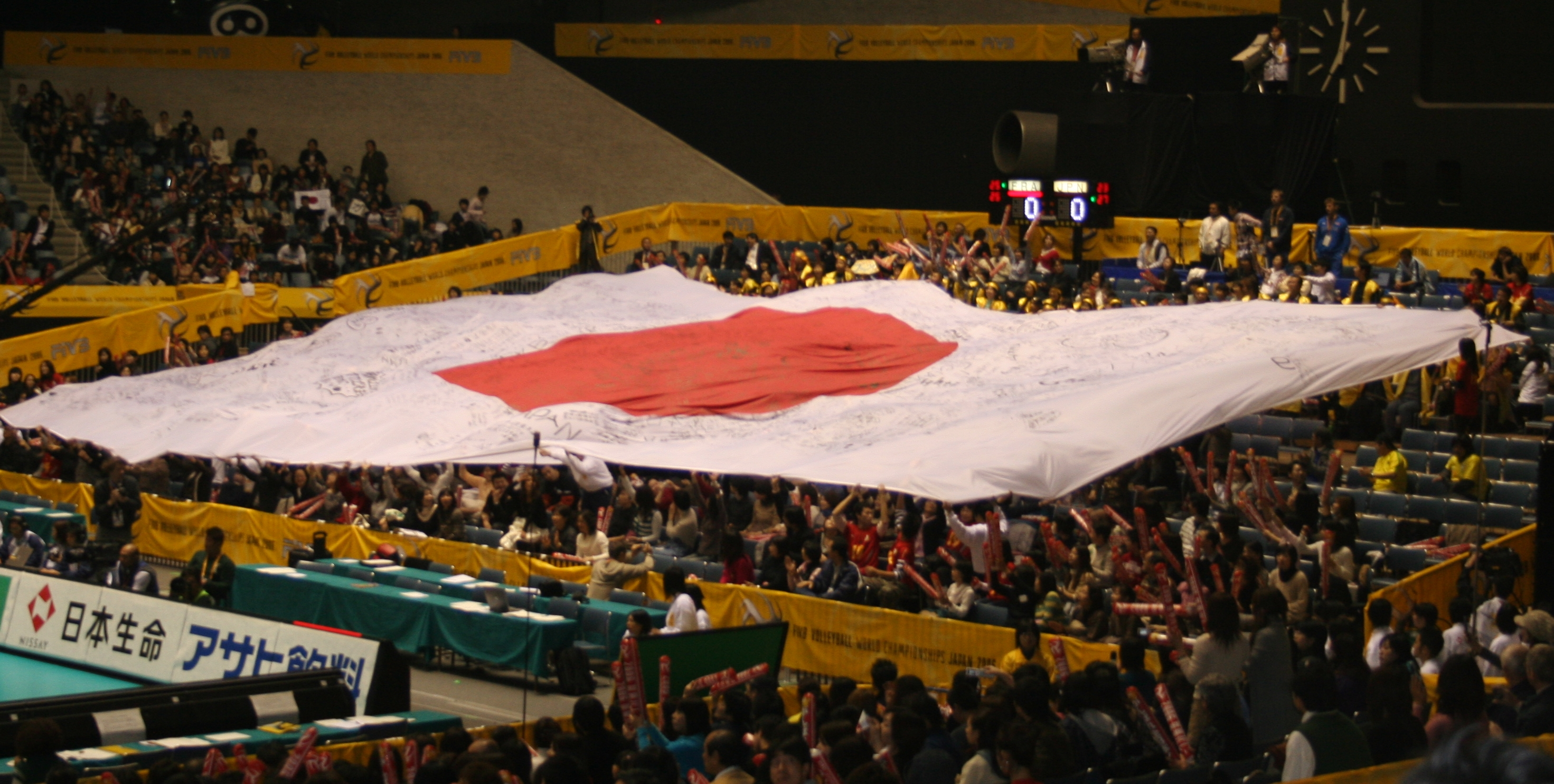
Một Hinomaru lớn của Nhật Bản trong Giải vô địch thế giới bóng chuyền nam FIVB năm 2006.
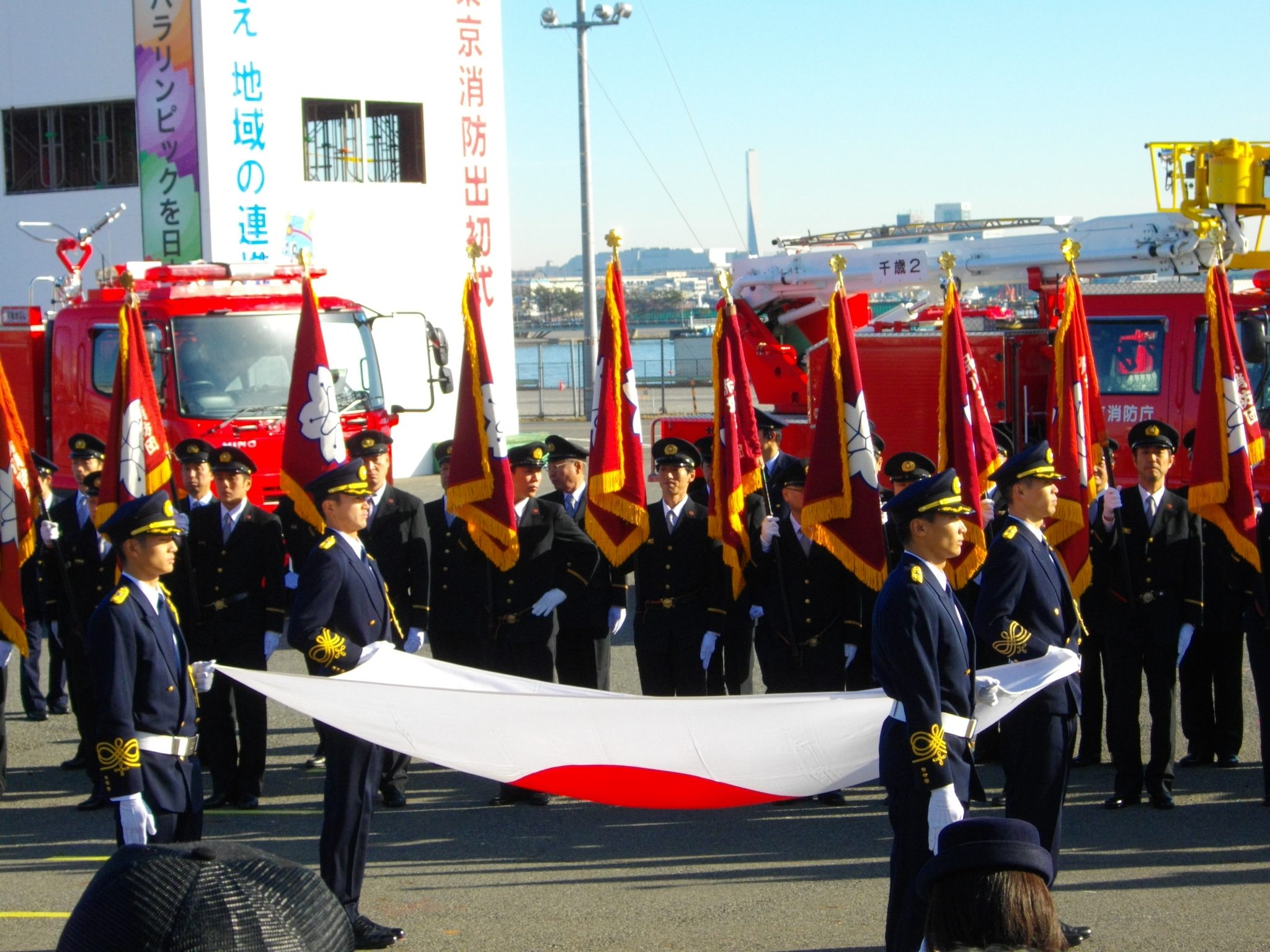
Lính cứu hỏa ở Tokyo cầm Hinomaru trong một buổi lễ.

### Luật
- "明治3年太政官布告第57号" [Prime Minister's Proclamation No. 57] (bằng tiếng Nhật). Chính phủ Nhật Bản. ngày 27 tháng 2 năm 1870. Truy cập ngày 6 tháng 2 năm 2010.
- "明治3年太政官布告第651号" [Prime Minister's Proclamation No. 651] (PDF) (bằng tiếng Nhật). Thư viện Quốc hội. ngày 3 tháng 10 năm 1870. Truy cập ngày 6 tháng 2 năm 2010.
- "大正元年閣令第一号　（大喪中ノ国旗掲揚方）" [Regulation 1 from 1912 (Raising Mourning Flag For the Emperor)] (bằng tiếng Nhật). Chính phủ Nhật Bản. ngày 30 tháng 7 năm 1912. Bản gốc lưu trữ ngày 18 tháng 8 năm 2010. Truy cập ngày 6 tháng 2 năm 2010.
- "自衛隊法施行令" [Self-Defense Forces Law Enforcement Order] (bằng tiếng Nhật). Chính phủ Nhật Bản. ngày 30 tháng 6 năm 1954. Bản gốc lưu trữ ngày 7 tháng 4 năm 2008. Truy cập ngày 25 tháng 1 năm 2008.
- "〇海上自衛隊の使用する航空機の分類等及び塗粧標準等に 関する達" [Standard Sizes, Markings and Paint Used On Aircraft] (PDF) (bằng tiếng Nhật). Bộ Quốc phòng. ngày 24 tháng 12 năm 1962. Truy cập ngày 15 tháng 12 năm 2009.
- "広島県県章および県旗の制定" [Law About the Flag and Emblem of Hiroshima Prefecture] (bằng tiếng Nhật). Chính quyền tỉnh Hiroshima. ngày 16 tháng 7 năm 1968. Bản gốc lưu trữ ngày 19 tháng 7 năm 2011. Truy cập ngày 6 tháng 2 năm 2010.
- "国旗及び国歌に関する法律 (法律第百二十七号)" [Law Regarding the National Flag and National Anthem, Act No. 127] (bằng tiếng Nhật). Chính phủ Nhật Bản. ngày 13 tháng 8 năm 1999. Bản gốc lưu trữ ngày 21 tháng 5 năm 2010. Truy cập ngày 6 tháng 2 năm 2010.
- "国旗及び国歌の取扱いについて" [Law Regarding Use of the National Flag and Anthem] (bằng tiếng Nhật). Cảnh sát tỉnh Hokkaido. ngày 18 tháng 11 năm 1999. Bản gốc lưu trữ ngày 6 tháng 5 năm 2008. Truy cập ngày 14 tháng 1 năm 2010.
- "国旗及び県旗の取扱いについて" [Law Regarding the Use of the National and Prefectural Flag] (PDF) (bằng tiếng Nhật). Cảnh sát tỉnh Kanagawa. ngày 29 tháng 3 năm 2003. Bản gốc (PDF) lưu trữ ngày 4 tháng 10 năm 2011. Truy cập ngày 14 tháng 1 năm 2010.
- "天草市章" [Emblem of Amakusa] (bằng tiếng Nhật). Chính quyền thành phố Amakusa. ngày 27 tháng 3 năm 2003. Bản gốc lưu trữ ngày 30 tháng 9 năm 2013. Truy cập ngày 6 tháng 2 năm 2010.
- "天草市旗" [Flag of Amakusa] (bằng tiếng Nhật). Chính quyền thành phố Amakusa. ngày 27 tháng 3 năm 2003. Bản gốc lưu trữ ngày 28 tháng 9 năm 2013. Truy cập ngày 6 tháng 2 năm 2010.
- "自衛隊の旗に関する訓令" [Flag Rules of the JASDF] (PDF) (bằng tiếng Nhật). Bộ Quốc phòng. ngày 25 tháng 3 năm 2008. Truy cập ngày 25 tháng 9 năm 2009.
- "海上自衛隊旗章規則" [JMSDF Flag and Emblem Rules] (PDF) (bằng tiếng Nhật). Bộ Quốc phòng. ngày 25 tháng 3 năm 2008. Truy cập ngày 25 tháng 9 năm 2009.

#### Bằng tiếng Anh
- Nhật Bản tại trang Flags of the World

#### Bằng tiếng Nhật
- Giao thức cờ
- Website theo tiêu chuẩn của Hoàng gia